# Campaña primaria presidencial de Hillary Clinton de 2008
Hillary Clinton ganó muchas primarias, pero perdió la nominación del Partido Demócrata frente a Barack Obama durante las elecciones presidenciales en Estados Unidos de 2008.

## Eventos de campaña en 2007

### Oposición temprana de ambos lados

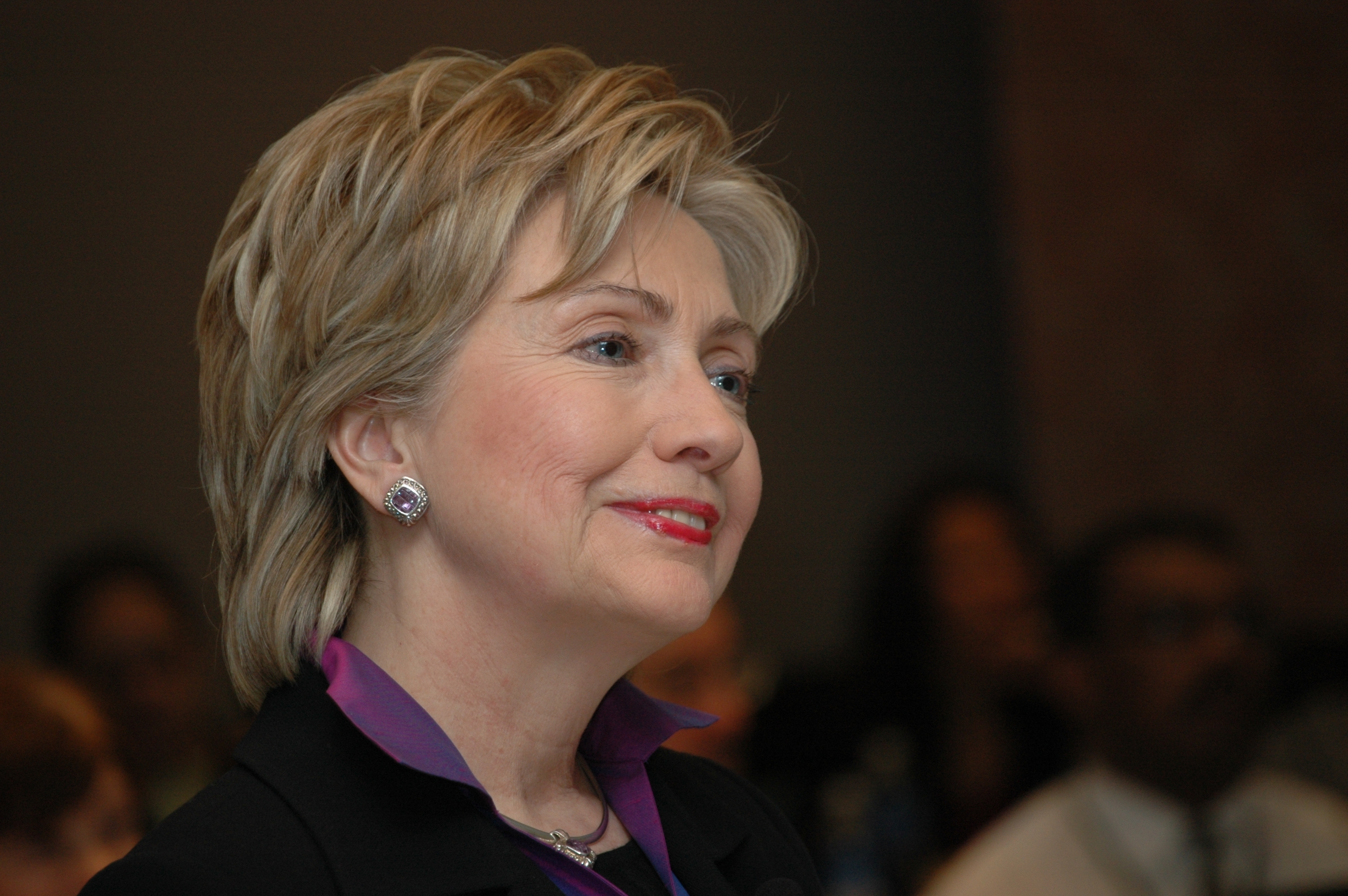
Hillary Clinton en la Universidad Gallaudet, para el foro del sindicato SEIU, a fines de enero de 2007.

En febrero de 2007, el Los Angeles Times informó que varias organizaciones anti-Clinton, incluyendo Stop Her Now (Deténganla ahora) y Stop Hillary PAC (Detengan a Hillary PAC), estaban preparando ataques difamatorios contra ella, con proyectos que incluían un filme documental, numerosos libros y sitios web. Un donante principal de Rudy Giuliani, Richard Collins, quien también había apoyado a George W. Bush por varios años, fue central en establecer "Stop Her Now."
CNN informó que 320 000 usuarios se unieron al grupo en Facebook "Stop Hillary Clinton: (Un millón CONTRA Hillary)". El blog noticioso, The Politico reportó que el número de afiliación ascendía a 418 000 miembros. Este fue el grupo más grande a favor o en contra de un candidato a la presidencia en Facebook; The Politico argumentaba que esto sucedió porque "Clinton ha tenido un efecto polarizante".
El ex recaudador y aliado de Bill Clinton, David Geffen, habló en contra de Hillary Clinton en una entrevista con Maureen Dowd. Geffen afirmó que Clinton "era sobreproducida y sobreactuada". También declaró: "no pienso que alguien crea que en los últimos seis años, Bill Clinton repentinamente se ha convertido en una persona diferente [...] Todos en política mienten, pero ellos lo hacen con tal facilidad... Es preocupante". La campaña Clinton respondió diciendo: "Mientras el senador Obama denunciaba ayer las políticas de demolición, el director financiero de su campaña atacaba cruel y personalmente a la senadora Clinton y a su esposo. Si el senador Obama es de verdad sincero sobre sus repetidas afirmaciones de cambiar el tono de nuestra política, debería inmediatamente denunciar esas declaraciones, sacar al señor Geffen de su campaña y devolverle su dinero. Mientras los demócratas deberían comprometerse en un debate enérgico sobre propuestas, no hay ningún sitio en nuestro partido o en nuestra política para la clase de insultos personales hechos por el principal recaudador de fondos del senador Obama."

### Acento
Mientras hablaba desde el púlpito de la Primera Iglesia Bautista en Selma, Alabama, el 4 de marzo de 2007, como parte de las ceremonias en honor al aniversario de las marchas de Selma a Montgomery de 1965, Clinton utilizó un notorio acento sureño durante partes de su alocución y usó patrones de discurso comunes a la parte sur de Estados Unidos. Un asesor de Clinton señaló que ella vivió en el sur de los Estados Unidos por 17 años, lo que podría explicar el acento sureño, y otros defensores de Clinton señalaron que los clips de audio y vídeo que más fueron circulados de su discurso "sureño" se enfocaron en un segmento en el que ella recitaba la letra de un himno de James Cleveland e intentaba reproducir sus cadencias originales. El 20 de abril de 2007, mientras daba unas palabras propias a la convención anual de la Red de Acción Nacional, una vez más adoptó temporalmente ese acento. El 27 de abril de 2007, mientras hablaba en un evento de campaña en Greenville, Carolina del Sur, Clinton dijo que ha dividido su vida en tres partes del país y que su acento sureño ocasional era una virtud . Ella bromeó: "Pienso que Estados Unidos está listo para una presidenta multilingüe."

### Discusión sobre la guerra de Irak (primer debate)
El 26 de abril de 2007, se presentó con otros siete candidatos demócratas en el primer debate de la campaña, realizado en la Universidad Estatal de Carolina del Sur en Orangeburg, Carolina del Sur, y transmitido por MSNBC. Acerca de su voto inicial en el Senado a favor de aprobar el rol de Estados Unidos en la guerra de Irak, declaró: "Si hubiera sabido entonces lo que sé ahora, no habría votado de esa manera". Más adelante dijo: "Si este presidente no nos saca de Iraq, cuando sea presidenta, yo lo haré".

### Amenaza
El 4 de mayo de 2007, un estudiante de la Universidad Estatal de Luisiana fue arrestado y acusado de planear un ataque contra Clinton durante una presentación en Baton Rouge.

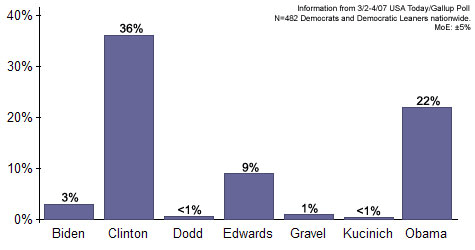
Encuesta de USA Today/Gallup de marzo de 2007 que sitúa a Clinton llevando la delantera en las preferencias electorales entre los candidatos demócratas.

### Tendencias en las encuestas
Todas las encuestas de opinión en abril de 2007 mostraban a Clinton como la demócrata favorita, sin embargo, con márgenes diferentes: Obama se situaba en tercer lugar a nivel nacional con 17% y John Edwards en segundo lugar con 19% detrás de Clinton, que contaba con 41% según una encuesta de Angus-Reid, mientras que Clinton se situaba en primer lugar con 34% y Obama en segundo lugar con 29%, superando a Edwards con solo 15% en una encuesta de Rasmussen-Reports. Para mayo de 2007, las encuestas mostraban la carrera incluso más estrecha, con Rasmussen-Reports que mostraba a Obama superando a Clinton con un 32% frente a un 30%. Pero el 24 de mayo de 2007, una encuesta de CBS News/NY Times mostraba a Clinton con 46%, 22 puntos lejos de Obama, con 24%, y 32 puntos lejos de Edwards, con 14%. Clinton mantuvo su ventaja durante el verano; en septiembre, una encuesta de CNN la mostraba superando a Obama, con un 46% frente a 23%, y en octubre la misma encuesta mostraba su respaldo mayoritario entre los demócratas con un 51%, comparado con el 21% de Obama y el 15% de Edwards.
El 4 de mayo de 2007, un informe de Gallup Poll mostraba que desde el principio del año, su proporción favorable-desfavorable había descendido, de 58% favorable, 40% desfavorable a 45% favorable, 52% desfavorable.

### Canción de campaña
En junio de 2007, Clinton parodió la muy comentada escena final de "Hecho en América", el episodio final de la serie Los Soprano, siendo el tema las votaciones para su canción de campaña. La parodia la muestra entrando a un restaurante teniendo como música de fondo a "Don't Stop Believin'" del grupo Journey, seguida por Bill entrando pero sin conseguir los aros de cebolla que realmente quiere, mientras que su hija Chelsea es incapaz de estacionar en línea su auto. Vince Curatola, uno de los miembros de Los Soprano, también aparece en la parodia, imitando al "hombre de la chaqueta crema" pero con su mirada malévola patentada a lo Johnny Sack. La pantalla luego se pone en negro.
La canción de campaña elegida fue "You and I", de Céline Dion, lo cual le valió la crítica política de los republicanos por haber supuestamente "subcontratado" a una cantante canadiense; la canción estuvo escrita inicialmente para usarla en un aviso comercial de Air Canada.

### Videos virales
Además de la parodia de Los Soprano, otros videos virales jugaron un papel en la campaña. En marzo de 2007, "Hillary 1984" empalmaba imágenes de Clinton con el comercial de televisión de las computadoras Apple llamado "1984", acabando con propaganda a favor de la candidatura de Barack Obama. En junio de 2007, Obama se vio beneficiado con el muy popular video musical "I Got a Crush on Obama" ("Estoy loca por Obama"), en el que una joven atractiva lo elogiaba cantando de forma muy sugerente. En julio de 2007, la cantante y actriz Taryn Del sur escribió y actuó en un vídeo musical en respuesta, "Hott4Hill", que le valió la atención nacional de los medios por sus expresiones de respaldo sexualmente ambiguas a favor de la candidatura de Hillary Clinton. En ambos casos, los vídeos estuvieron creados y producidos de forma independiente de las campañas Obama y Clinton. En diciembre de 2007, el sitio satírico 23/6 produjo dos vídeos "en contra" de Clinton por un supuesto "escuadrón de niños por la verdad" (SwiftKids for Truth) que se burlaba de los vídeos virales y anuncios negativos en general. En enero de 2008, la campaña Clinton lanzó un vídeo que apuntaba a personas de 18 a 29 años con la esperanza de atraer votantes y alejarlos de Obama. Según un bloguero de Newsweek, Andrew Romano, el spot fue creado por seguidores jóvenes reales en vez de consultores costosos de medios.

### Primer viaje de campaña con Bill
A inicios de julio de 2007, Bill Clinton "sirvió como telonero" para Hillary durante una gira de tres días. Fue la "primera aparición pública conjunta de campaña de la pareja desde que Hillary Clinton anunció su candidatura a la Casa Blanca en enero."

### Debates posteriores
Luego del debate de candidatos demócratas en una convención del NAACP, el 12 de julio de 2007, un micrófono abierto captó a Clinton hablando en privado con su colega candidato John Edwards, tercero en las encuestas, sobre cómo hacer que los debates posteriores estuvieran limitados a menos candidatos: "tenemos que reducir el número... No son serios."

### Publicación de documentos sobre sus años como primera dama

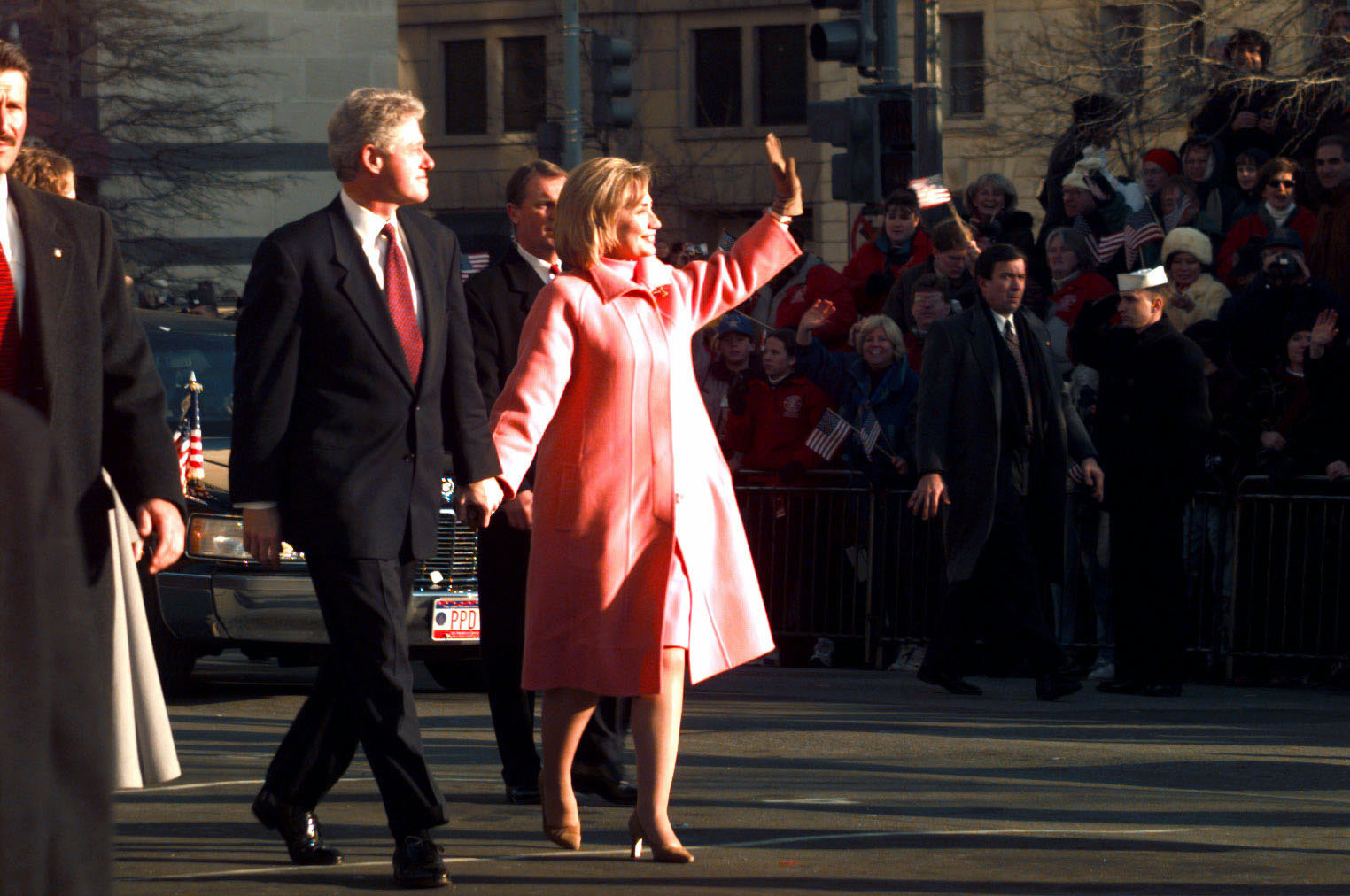
Los opositores de Clinton hurgaron en su periodo como primera dama de Estados Unidos (1993-2001) para encontrar información potencialmente perjudicial contra ella.

En julio de 2007, el grupo de vigilancia Judicial Watch demandó a los Archivos Nacionales por la lenta liberación de los documentos que cubrían su carrera como primera dama. Casi 2 millones de páginas de documentos guardados en la Biblioteca Clinton tenían que ser aún liberados de aquellos años, ya que menos del 1% habían sido liberados. Archiveros federales declararon que el proceso es lento debido a la necesidad de realizar redacciones de acuerdo a ley, y probablemente se extendería más allá de la elección presidencial de 2008. Clinton había dicho en el momento de la apertura de la biblioteca en 2004 que "todo estará disponible". Los asesores políticos dijeron que los documentos liberados podrían ser una fuente rica para encontrar información en contra de Clinton.
Este tema se intensificó en el debate demócrata en la Universidad Drexel, el 30 de octubre de 2007, donde Hillary Clinton fue criticada por ello por el moderador de MSNBC Tim Russert y por adversarios demócratas. Russert mostró un documento firmado por el presidente Clinton que específicamente solicitaba que determinados documentos y comunicaciones que la involucraban no fueran hechos públicos hasta 2012. Cuando Russert le preguntó a Hillary Clinton si ella levantaría la orden presidencial, Hillary Clinton respondió diciendo: "Esa no es una decisión que me corresponda hacer". Una investigación simultánea de Newsweek afirmó que Bill Clinton había pedido a los archiveros retener una gran variedad de documentos. A los pocos días, Bill Clinton defendió enérgicamente las respuestas de su esposa, diciendo que la pregunta de Russert era "increíblemente engañosa" y que el artículo de Newsweek estuvo fuera de lugar, asegurando: "Ella fue un tema incidental en la carta, fue escrita hace cinco años, era una carta para acelerar publicaciones presidenciales, no para hacerlas demorar". Factcheck.org posteriormente concluyó que la afirmación de Russert fue incorrecta, que Bill Clinton había liberado documentos de la Casa Blanca antes y en cantidades más grandes que sus dos predecesores inmediatos, y que no había mucho que Hillary Clinton pudiera hacer para acelerar la liberación de los documentos sobre ella.
Sin embargo, el 6 de marzo de 2008, archiveros federales de la biblioteca presidencial Clinton bloquearon la liberación de centenares de páginas de documentos de la Casa Blanca sobre indultos que el expresidente aprobó, incluido el indulto para el comerciante fugitivo de materias primas Marc Rich, sobre la base de directrices proporcionadas por Bill Clinton.

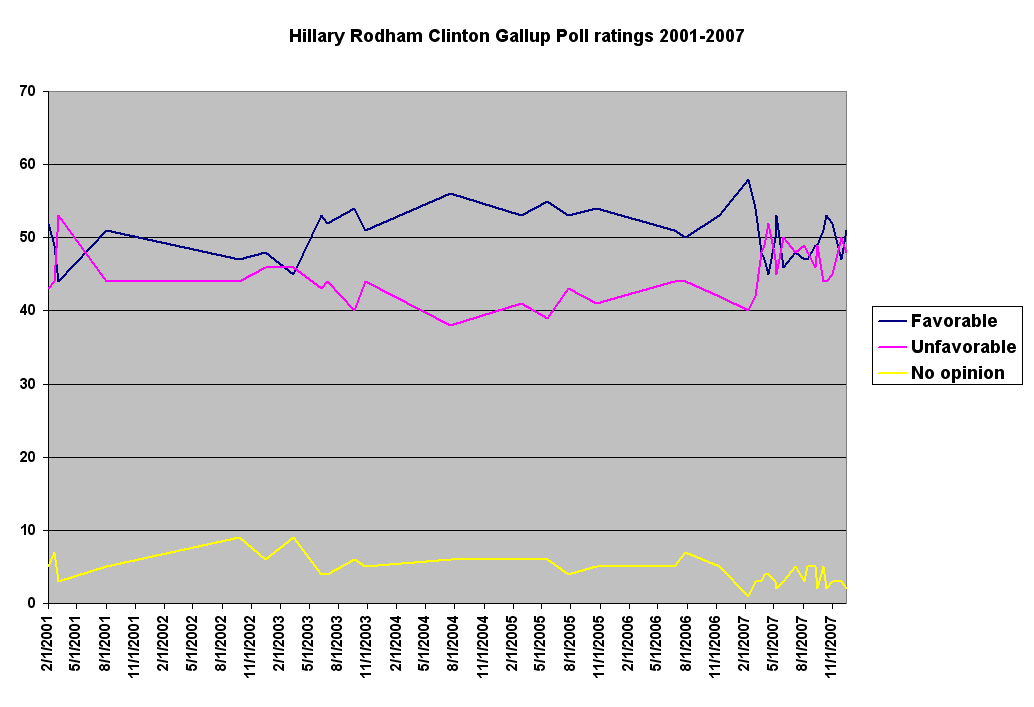
Índices de aprobación y desaprobación de Hillary Clinton entre 2001 y 2007, Gallup.

### Temores de respuestas negativas
Un artículo del 12 de agosto de 2007 describe preocupaciones de que una candidatura de Clinton podría dar lugar a reacciones negativas debido a temores de que podría resultar "polarizante". El artículo dice: "Un estratega con estrechos vínculos con los líderes en el Congreso dijo que los candidatos demócratas al Senado en carreras competitivas serían instados encarecidamente a distanciarse de Clinton". De acuerdo con una encuesta en línea, "la mitad de los electores a nivel nacional dijeron que nunca votarían por la senadora de Nueva York, Hillary Clinton".
Un artículo del 10 de octubre de 2007 en The Hill desarrolló el argumento contrario, afirmando que Clinton "no era polarizante y altamente elegible. Usted no leyó mal este titular. Es contrario a toda sabiduría convencional actual. También es cierto, respaldado no solo por los datos de encuestas recientes a nivel nacional, sino por la mayoría de las encuestas durante todo el año. Susan Estrich, en la página 66 de su libro de 2005 The Case for Hillary Clinton sostiene: "Hillary Clinton no es polarizante; su capacidad es aceptada".

### Presentación de plan de salud
El 17 de septiembre de 2007, Clinton reveló su nuevo Plan de Opciones de Salud de América, un plan de salud universal a través de un "mandato individual" que requeriría la cobertura de salud de todas las personas. Clinton explicó que las personas podrían mantener su actual cobertura subsidiada por el empleador, o elegir una versión ampliada de Medicare o planes de salud para empleados federales. El costo proyectado del plan era de $110 mil millones al año y requeriría que todos los empleadores cubrieran el seguro de salud de sus empleados o contribuyeran a los gastos de cobertura de seguro médico de sus empleados; créditos fiscales serían proporcionados a empresas con menos de 25 empleados para ayudar a cubrir los costos. Propuso pagar por el plan mediante la reducción de los costos médicos del gobierno y el no extender los recortes de impuestos de Bush a quienes ganaban más de $250 000 al año.
Clinton destacó que esto no era una repetición del plan de salud fallido de Clinton de 1993, diciendo que reflejaba sus experiencias y que ahora no involucraba a ninguna burocracia gubernamental nueva, pero sus adversarios republicanos estuvieron en desacuerdo e inmediatamente lo denominaron "Hillarycare 2.0". Sin embargo, muchos de los grupos de la industria de la salud que se habían opuesto y financiado ataques contra el plan de 1993 ahora eran contribuyentes de las campañas de Clinton. Por su parte, Elizabeth Edwards, esposa del también candidato demócrata John Edwards, dijo que era una imitación del plan de Edwards, que había salido siete meses antes.

### $5000 para cada bebé
En septiembre de 2007, Clinton sugirió que cada bebé recién nacido recibiera $5000 al llegar a los 18 años. Clinton dijo que con este dinero "al que ellos accederían, podrían ir a la universidad o quizás podrían realizar el pago inicial para su primer hogar". En octubre de 2007, Clinton retiró esta propuesta y de acuerdo con USA Today declaró que "era sólo una idea y no una propuesta de política".

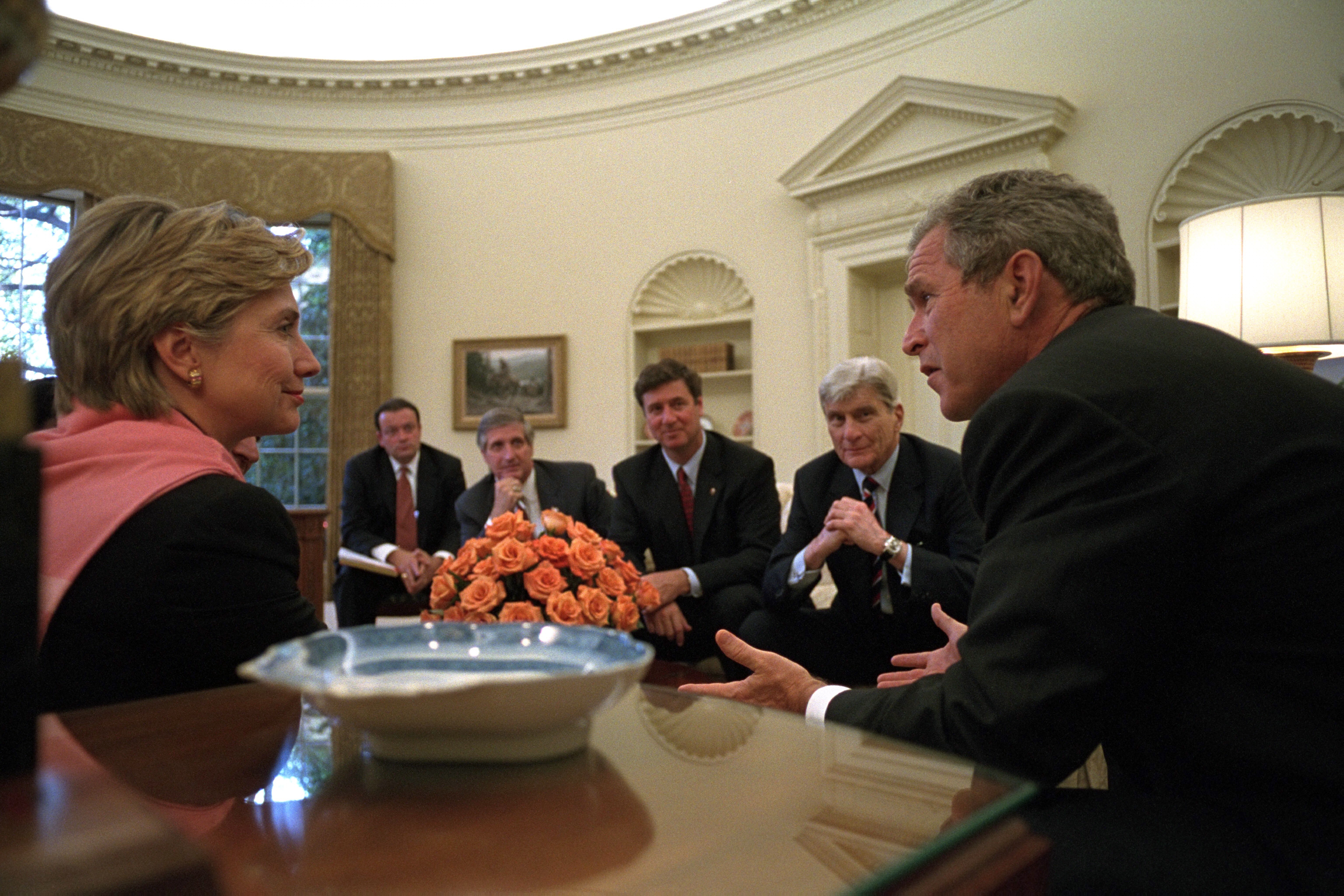
Los spots de la campaña Clinton de octubre de 2007 mostraron las gestiones de la senadora ante el presidente George Bush para conseguir fondos para la atención médica de los rescatistas tras los ataques del 9/11.

### Spot sobre la asistencia a los trabajadores del 9/11
El 4 de octubre de 2007, la campaña de Clinton comenzó a transmitir spots de televisión en Iowa y Nueva Hampshire. El anuncio televisivo se ocupaba de los esfuerzos legislativos de Clinton para abordar los problemas de las "enfermedades de la Zona Cero" de los trabajadores de limpieza en el sitio de "la Pila" del antiguo World Trade Center. Algunos interpretaron el anuncio como una crítica implícita del entonces alcalde Rudy Giuliani.
El spot, grabado en blanco y negro, muestra a una Clinton de aspecto serio que llevaba una máscara de papel. La voz en off dice: "Ella defendió a los trabajadores de la Zona Cero que sacrificaron su salud después de que tantos sacrificaran sus vidas, y se mantuvo en pie hasta que la administración tomó medidas." El anuncio hace referencia al esfuerzo parlamentario de Clinton de obtener fondos adicionales y atención médica para los trabajadores que sufrieron "enfermedades de la Zona Cero", como el cáncer y la sarcoidosis.

### Desempeño en el debate en Filadelfia
Durante el curso de los debates demócratas de 2007, Clinton había establecido una reputación, incluso entre sus adversarios ideológicos tales como Rich Lowry, de una debatiente muy sólida que nunca cometía errores. Sin embargo, en el debate demócrata de MSNBC en la Universidad de Drexel en Filadelfia, el 30 de octubre de 2007, Clinton fue objeto de dos horas de ataques casi continuos de sus rivales demócratas, así como de un cuestionamiento acentuado por parte del moderador Tim Russert. Esto no fue inesperado, ya que previo al debate, Clinton había asumido una amplia ventaja en muchas encuestas, su rival Barack Obama había indicado que ahora iba a ser más agresivo en señalar las diferencias entre él y Clinton, y el otro rival principal John Edwards también había ido aumentando sus declaraciones en contra de Clinton. Adam Nagourney de The New York Times lo llamó "el foro más esperado del año".

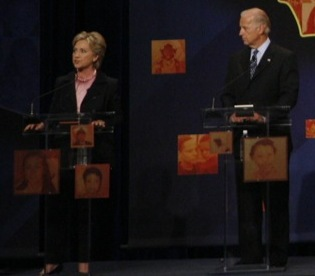
Clinton en un debate de junio de 2007, al lado del senador Joe Biden.

En el debate, Clinton sufrió su posible primer duro revés de campaña cuando se enredó en lo que los reporteros de The Washington Post denominaron "una noche rara de torpezas", incluyendo declaraciones que Jake Tapper de ABC News calificó de "confusas y poco sinceras", representando lo que Roger Simon de The Politico llamó el "peor desempeño de toda su campaña" en el que "durante dos horas evadía y confundía, deconstruía y se ponía a la defensiva". Clinton se negó a comprometerse en una posición sobre la seguridad social, la inmigración ilegal, la guerra en Irak y el proyecto de ley del gobernador de Nueva York Eliot Spitzer de ofrecer licencias de conducir a inmigrantes ilegales. Su respuesta en el último tema trajo el mayor número de críticas, con sus rivales, los senadores Christopher Dodd y Edwards diciendo inmediatamente que se había contradicho a sí misma, una valoración compartida por Margaret Carlson de Bloomberg News, que escribió que "En el transcurso de dos minutos, dio dos diferentes respuestas al tratar de no dar ninguna en absoluto".
Tras el debate, los opositores de Clinton aprovecharon el desempeño. "La senadora Clinton ofreció más del mismo cálculo de Washington, escapatorias y evasivas que no traerán el cambio que Estados Unidos necesita", dijo el director de la campaña de Barack Obama, David Plouffe. También dio lugar a especulación continua por parte de Edwards en cuanto a su elegibilidad, un tema de sus atacantes durante el debate. Los propios partidarios de Clinton reconocieron que su actuación no había sido muy buena. Al día siguiente, sin embargo, la campaña de Clinton confeccionó y emitió un vídeo de corta duración titulado "La política del cargamontón", que mostraba a sus rivales en el debate mencionar su nombre una y otra vez.
Más adelante, durante un discurso pronunciado el 1 de noviembre en su alma mater Wellesley College, dijo que "En muchos sentidos, esta universidad exclusiva para mujeres me preparó para competir en el 'club de los chicos de la política presidencial'". Esto, combinado con comentarios hechos por algunos partidarios, incluyendo las declaraciones del director de la campaña de Clinton Mark Penn contra el moderador Russert, llevó a los expertos a creer que ella estaba jugando la "carta del género". Esto a su vez condujo a otra ronda de críticas sobre Clinton, que previamente había enfatizado su fortaleza como uno de sus puntos fuertes como potencial presidenta; Obama señaló que él nunca se había quejado de que los ataques contra él se debían a ser afroamericano. El 2 de noviembre, Clinton emitió una aclaración, afirmando que "no creo que se están metiendo conmigo porque soy mujer, creo que se están metiendo conmigo porque estoy ganando".
Mientras tanto, la campaña Edwards confeccionó y emitió un video de declaraciones en el debate contradictorias de Clinton titulado "La política de la evasiva", que Daily Kos denominó como "devastador". Una encuesta nacional de CNN/Opinion Research Corporation a raíz del debate y su consiguiente publicidad encontró que Clinton mantenía una reducida pero todavía sustancial ventaja sobre Obama y Edwards, mientras que una encuesta nacional de NBC/Wall Street Journal reveló que ventaja no se había visto afectada; una encuesta de WNBC-TV/Marist encontró que su ventaja iba deslizándose en el primer estado de primarias, Nuevo Hampshire. Una semana después del debate, Clinton dijo: "No estaba en mi mejor momento la otra noche. Hemos tenido un montón de debates y no calificaría a ese en mi lista de los mejores que he tenido",
pero defendió su deseo de dar respuestas más matizadas a las preguntas y reiteró que el género no era una cuestión en términos de ser objeto de ataques políticos.

### Preguntas específicas
El 12 de noviembre de 2007, el New York Times informó que "En dos eventos de campaña en Iowa este año, los asistentes de la senadora Hillary Rodham Clinton alentaban a los miembros del público a hacerle preguntas específicas, una táctica que fue criticada por un rival por la nominación presidencial demócrata y la llevó ayer a prometer que no volvería a ocurrir". En respuesta, Clinton comentó: "Fue noticia para mí [...] y ni yo ni mi campaña lo aprueba, y eso no va a ser tolerado'".

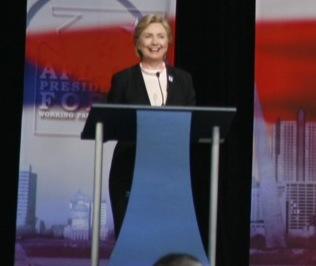
Clinton en un debate de agosto de 2007.

### Debate en Las Vegas
En el siguiente debate demócrata en la Universidad de Nevada, Las Vegas, el 15 de noviembre, Clinton recuperó su forma anterior, respondiendo agresivamente a los ataques de Obama y de Edwards. El estratega demócrata Garry South dijo: "Al grado en que podría haber estado tropezando en el último debate, ella recuperó el equilibrio esta noche", mientras que ABC News dijo: "Después de sus dos semanas más duras en la campaña electoral presidencial, [Clinton] apareció en el escenario del debate en las Vegas... con un nuevo plan de juego agresivo y pareció lograr con éxito que su nave de campaña recuperara el curso". Su respuesta a la pregunta antes problemática de apoyar las licencias de conducir para inmigrantes ilegales ahora fue expresada en una palabra: "No".

### Toma de rehenes en la oficina de campaña en Nueva Hampshire

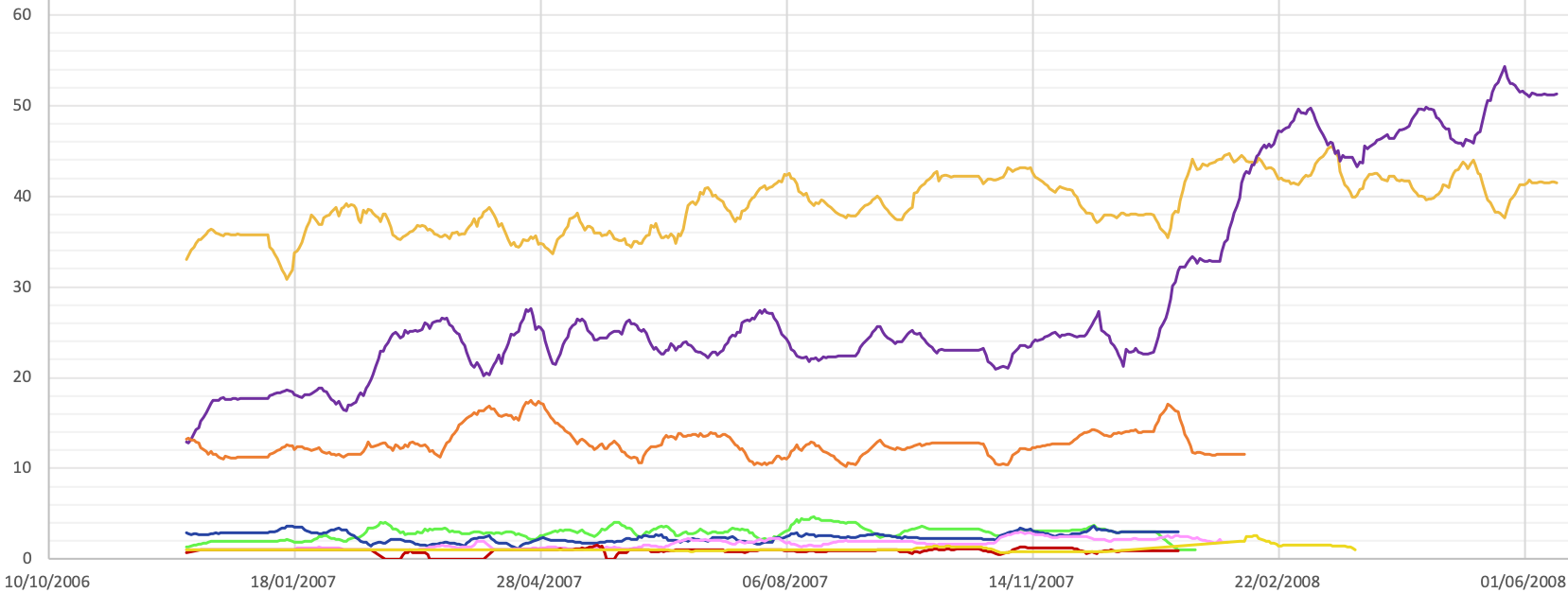
Evolución de las encuestas en las primarias demócratas durante 2007 y 2008.

El 30 de noviembre de 2007, un hombre identificado como Leeland Eisenberg, de 47 años de edad, armado con bengalas amarradas al pecho que según él eran una bomba, entró en una oficina de la campaña presidencial de Clinton en Rochester, Nueva Hampshire. Tomó como rehenes a seis personas en ella, y solicitó hablar con Clinton, creyendo que ella podría ayudarlo a obtener ayuda psiquiátrica. Dos rehenes fueron liberados al principio, una mujer y su bebé. Dos rehenes fueron liberados posteriormente por Eisenberg durante los primeros 90 minutos de la crisis y los dos últimos miembros del personal de Clinton lograron escapar del edificio por decisión propia después de más de cinco horas de haber sido retenidos contra su voluntad. El enfrentamiento terminó con la rendición de Eisenberg aproximadamente seis horas después de que comenzara el incidente.
En el momento del suceso, Clinton estaba en el área de Washington D. C., ya que tenía previsto hablar en una reunión del Comité Nacional Demócrata en Vienna, Virginia; canceló sus apariciones en eventos públicos por el resto del día. Esa noche ella voló a Rochester con el fin de conocer y confortar a los rehenes, elogiar a los funcionarios de aplicación de la ley que manejaron la situación, e hizo votos por no cambiar su estilo de campaña debido al incidente.

### Diciembre 2007: una competencia ajustada
A principios de diciembre de 2007, la competencia entre ella y Obama se había endurecido, especialmente en los primeros estados de caucus y primarias en Iowa, Nueva Hampshire y Carolina del Sur. Con la votación real a menos de un mes de distancia, Obama estaba ahora por delante en algunas encuestas en Iowa, y había llevado a la ultra-popular presentadora de televisión Oprah Winfrey a realizar mítines conjuntos de campaña en tres estados ante grandes multitudes. En parte como contraataque de esta última, Clinton trajo a Iowa a su hija Chelsea y una aparición muy poco frecuente de campaña de su madre Dorothy Rodham, de 88 años de edad. Los observadores políticos veteranos como Al Hunt de Bloomberg News informó que "las cosas están tensas en Hillaryland por estos días", que los bandos de Clinton y su marido estaban enfrentados, y que "el plan A" de la campaña de ser la candidata dominante, inevitable y del establishment estaba en riesgo de fracasar.
El 13 de diciembre de 2007, Bill Shaheen, copresidente de la campaña de Clinton en New Hampshire, renunció a su cargo después de decir que la admisión del uso de drogas en el pasado de Obama le haría daño a sus posibilidades en un duelo en las elecciones generales: "Los republicanos no se van a dar por vencidos sin luchar... y una de las cosas que están seguros que van a usar es su consumo de drogas... Será: "¿Cuándo fue la última vez? ¿Alguna vez le entregó drogas a alguien? ¿Las vendió a alguien? Hay tantas aperturas para los trucos sucios republicanos. Es difícil de superar." Shaheen, esposo de la exgobernadora de Nueva Hampshire Jeanne Shaheen, se disculpó por sus comentarios. Además, indicó que "no estaban autorizados de ninguna manera por la campaña". El debate demócrata final antes de los caucus se llevó a cabo el mismo día por el Des Moines Register; en un clima de tranquilidad y cordialidad por parte de todos los candidatos allí.
Los dos respaldos de los periódicos más influyentes de los primeros estados se dividieron: Clinton ganó el respaldo de The Des Moines Register, que había respaldado a Edwards en 2004, mientras que Obama obtuvo el respaldo de Boston Globe, con circulación en Nueva Hampshire. Bill Clinton asumió un papel más central en la campaña de su esposa, tratando de enfocar el mensaje del día a día en ella como agente de "cambio", aunque a veces hacía que su campaña tuviera mayores dificultades con sus declaraciones públicas.
A mediados de mes, impulsada por las continuas y elevadas cifras negativas en las encuestas, Clinton organizó un manejo explícito del tema de su "simpatía", utilizando testimonios de amigos y electores en la campaña y en un nuevo sitio web "La Hillary que conozco". Cuando la proximidad de los primeros comicios a los días festivos llevó a muchos candidatos a sacar vídeos de Navidad, permitiéndoles seguir presentando su mensaje, pero en un contexto más apropiado, Clinton eligió uno que la mostraba envolviendo varios "regalos" que le daría al país, como "atención universal de salud" y "traer las tropas a casa", con un poco de humor añadido cuando por un momento no podía ubicar el de "educación pre-escolar universal". Fue uno de los videos de los candidatos por fiestas con una mayor orientación a propuestas.

## Caucuses y primarias de 2008

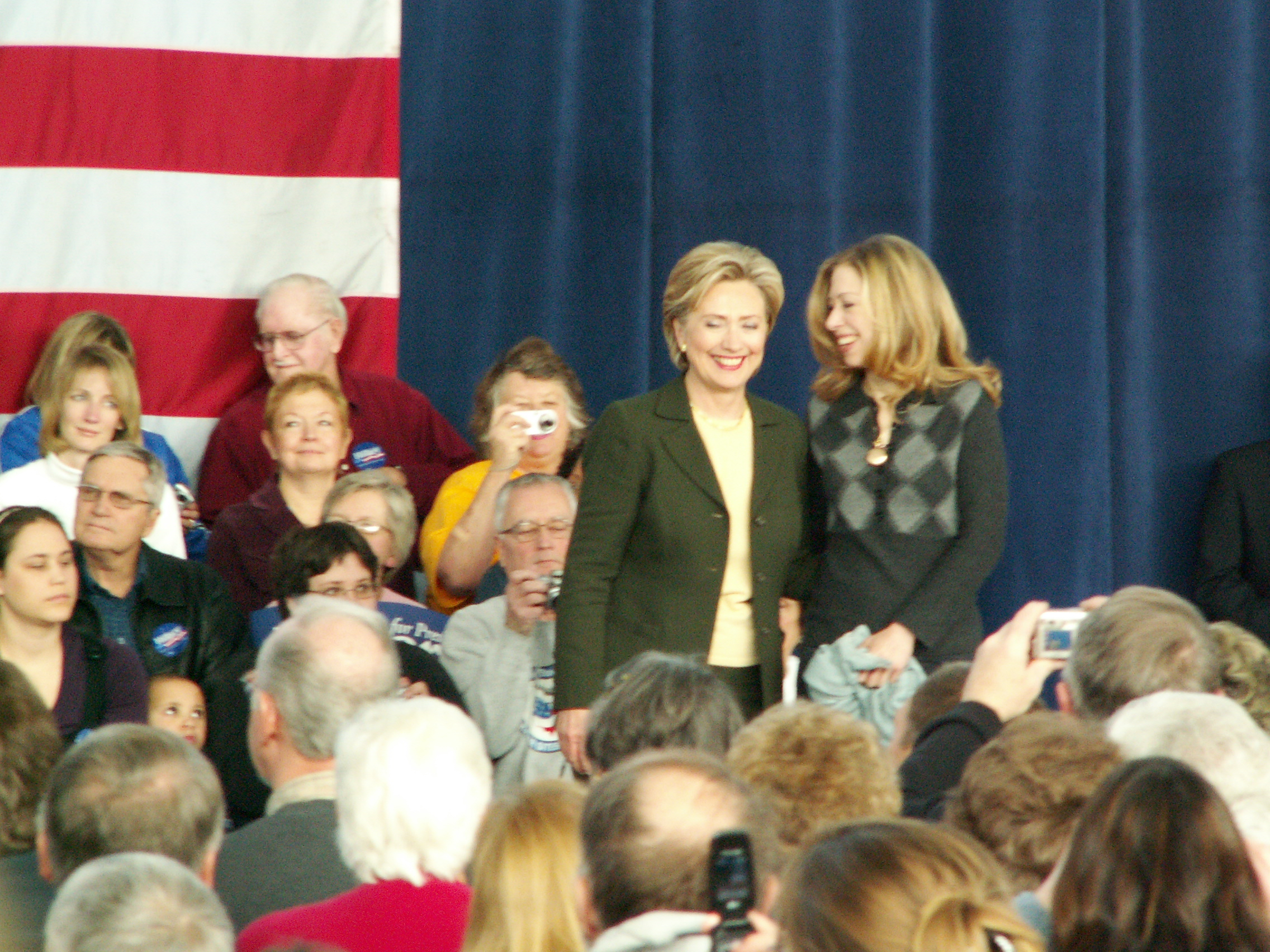
Hillary con su hija Chelsea en un evento de campaña en Iowa. Enero de 2008.

### Iowa
En el evento inicial de selección de delegados del 3 de enero de 2008, conocido como el caucus demócrata de Iowa en 2008, ocupó el tercer lugar con el 29,45% frente al 37,58% de Obama y el 29,75% de Edwards. En términos del número real de delegados que luego serían seleccionados para la convención nacional, la diferencia entre los tres principales candidatos fue menor, con Clinton posiblemente por delante de Edwards. Sin embargo, en términos de dañar su imagen como líder "inevitable" en la carrera y de darle un impulso considerable a Obama, esto fue un gran golpe para la campaña de Clinton. Ella se mantuvo optimista en sus comentarios esa noche, diciendo que "esta carrera comienza esta noche y termina cuando los demócratas en todo Estados Unidos expresen su opinión. Nuestra campaña fue construida para un maratón, y tenemos los recursos para correr una carrera nacional en las próximas semanas". Al día siguiente, los informes describieron "pánico" entre algunos donantes de Clinton; algunos partidarios de Clinton comenzaron a cuestionar la solidez de su estrategia y la capacidad de sus principales asesores de campaña, siendo el estratega jefe Mark Penn el centro de críticas particulares.

### New Hampshire
Las encuestas mostraron una carrera apretada en los días previos a las primarias de New Hampshire. Si bien algunas encuestas mostraron un empate entre Clinton y Obama, las encuestas del 6 de enero realizadas por CNN/WMUR-TV y USA Today/Gallup mostraron que Obama avanzó 10 y 13 puntos respectivamente después de ganar Iowa. Todos los candidatos hicieron campaña en New Hampshire durante los cuatro días posteriores a las asambleas de Iowa, apuntando a votantes indecisos e independientes en el estado.
En el debate demócrata de ABC News / WMUR-TV en Mánchester el 5 de enero, Clinton, Obama y Edwards discutieron sobre quién ejemplificaba mejor la palabra de moda de la campaña, "cambio", con Obama y Edwards haciendo equipo contra Clinton. En un intercambio notorio, Edwards dijo que Clinton no representaba el cambio, mientras que él y Obama sí. "Cada vez que uno habla enérgicamente a favor del cambio, las fuerzas del statu quo atacan". Dejó en claro que se estaba refiriendo a Clinton y agregó: "No escuché este tipo de ataques de la senadora Clinton cuando ella estaba primera. Ahora que ya no lo es, los escuchamos". Clinton replicó con firmeza: "Hacer un cambio no se trata de lo que tú crees; no se trata de un discurso que hagas. Se trata de trabajar duro. No solo postulo con una promesa de cambio. Estoy postulando en base a 35 años de cambio. Lo que necesitamos es alguien que pueda generar cambios. No necesitamos levantar falsas esperanzas". En otro momento del debate, cuando un moderador le preguntó a Clinton por qué las encuestas mostraban que era menos "simpática" que otros candidatos, en particular Obama, ella respondió en broma: "Bueno, eso hiere mis sentimientos... pero trataré de seguir."
Tras la derrota de Iowa, la campaña esperaba que Bill Clinton pudiera ayudar a salvar una victoria en New Hampshire, donde había logrado un regreso político en su campaña presidencial de 1992. Como lo había hecho en Iowa, el expresidente hizo una intensa campaña, pero sus apariciones en New Hampshire no lograron atraer multitudes grandes o entusiastas. El día antes de las primarias, los informes de prensa indicaban que los asesores de Hillary Clinton se mostraban pesimistas sobre el futuro inmediato, pensando que era poco probable que pudiera ganar en New Hampshire o Carolina del Sur.

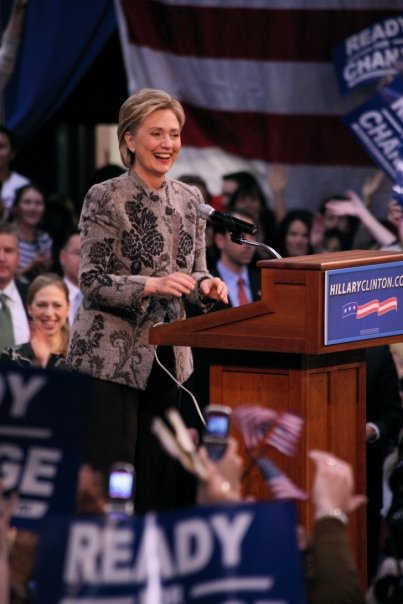
Hillary Clinton saluda a sus seguidores luego de su victoria en las primarias de New Hampshire.

Esa misma mañana, Clinton se dejó ver "visiblemente emocionada" en una parada en Portsmouth, cuando después de una pregunta amistosa de una votante sobre cómo seguía en la campaña electoral, dijo: "No es fácil, y no podría hacerlo si, sabe, simplemente no creyera con pasión que es lo correcto".
El día de las elecciones, el 8 de enero de 2008, siete encuestas diferentes anticiparon una victoria de Obama, por márgenes de 5 a 13 puntos, con un promedio de 8.3 puntos. Se publicaron elegías sobre la campaña de Clinton. El clima estuvo bueno y se informó que la participación de los votantes fue intensa durante todo el día, y los funcionarios electorales estaban preocupados de que se quedaran sin cédulas; se esperaba que la gran participación favoreciera a Obama. Durante el día y la noche hubo informes de una gran reorganización en el personal de campaña de Clinton programada para el día siguiente, a raíz de una derrota esperada.
En contraste con las expectativas, Clinton ganó New Hampshire con alrededor del 39% de los votos en comparación con el 36% de Obama. En su discurso de victoria ante sus partidarios esa noche, Clinton dijo: "Vengo esta noche con un corazón lleno. Durante la última semana, los he escuchado, y en el proceso encontré mi propia voz". La victoria de Clinton fue la primera vez que una mujer ganaba las primarias presidenciales de un partido estadounidense importante para los efectos de selección de delegados. (La "victoria" anterior de Shirley Chisholm en Nueva Jersey en 1972 fue en una votación de preferencia presidencial sin concesión de delegados en la que los candidatos principales no figuraban en la lista y del que el único otro candidato que figuraba en la lista ya se había retirado; el voto para la selección de delegados real fue para George McGovern).
El día después de su victoria en New Hampshire, el comentarista Chris Matthews, que apareció en el programa Morning Joe de MSNBC, dijo sobre Clinton: "Seré brutal, la razón por la que es senadora de los Estados Unidos, la razón por la que es candidata a la presidencia, la razón por la que puede ser favorita es que su marido la engañó. Así llegó a ser senadora por Nueva York. Seguimos olvidándolo. No ganó allí por sus méritos". Los comentarios fueron criticados como injustos por figuras de los medios tan diversos como Bill O'Reilly, Joy Behar y Gloria Steinem, y dieron lugar a protestas frente a los estudios de NBC en Washington D. C., así como a una carta de queja conjunta a la NBC de la Organización Nacional de Mujeres, Mayoría Feminista y la Asamblea Política Nacional de Mujeres. Matthews se disculpó por los comentarios en la edición del 17 de enero de 2008 de su propio programa de MSNBC, Hardball.
En los días que siguieron, los medios de comunicación participaron en una lista de autoexamen de las muchas fallas de su cobertura, mientras que los expertos desarrollaron decenas de teorías para explicar el resultado inesperado. El motivo del "regreso" de Clinton que más capturó la imaginación del público fue su humanización en los últimos días de la campaña en el estado, en particular el tema de la "simpatía" que se planteó en el debate y su momento de volverse "visiblemente emotiva" el día anterior, lo que resonó entre las votantes mujeres.
Mientras tanto, surgieron teorías de Internet que cuestionaban la votación y argumentaban que había discrepancias entre los votos contados por máquina (que apoyaban a Clinton en general) y los votos contados a mano (que apoyaban a Obama en general). El candidato que ocupó el quinto lugar, Dennis Kucinich, pagó $ 25,000 para que se hiciera un recuento de todos los votos demócratas emitidos en las primarias, y dijo: "Es imperativo que estas preguntas se aborden en interés de la confianza pública en la integridad del proceso electoral y la maquinaria electoral". El 16 de enero, la oficina del Secretario de Estado de New Hampshire comenzó el recuento. Después de contar el 23% de los votos primarios demócratas del estado, el Secretario de Estado anunció que no se encontró una diferencia significativa en el total de ningún candidato y que la discrepancia a menudo discutida entre las boletas escritas a mano y las escritas a máquina se debía únicamente a factores demográficos.

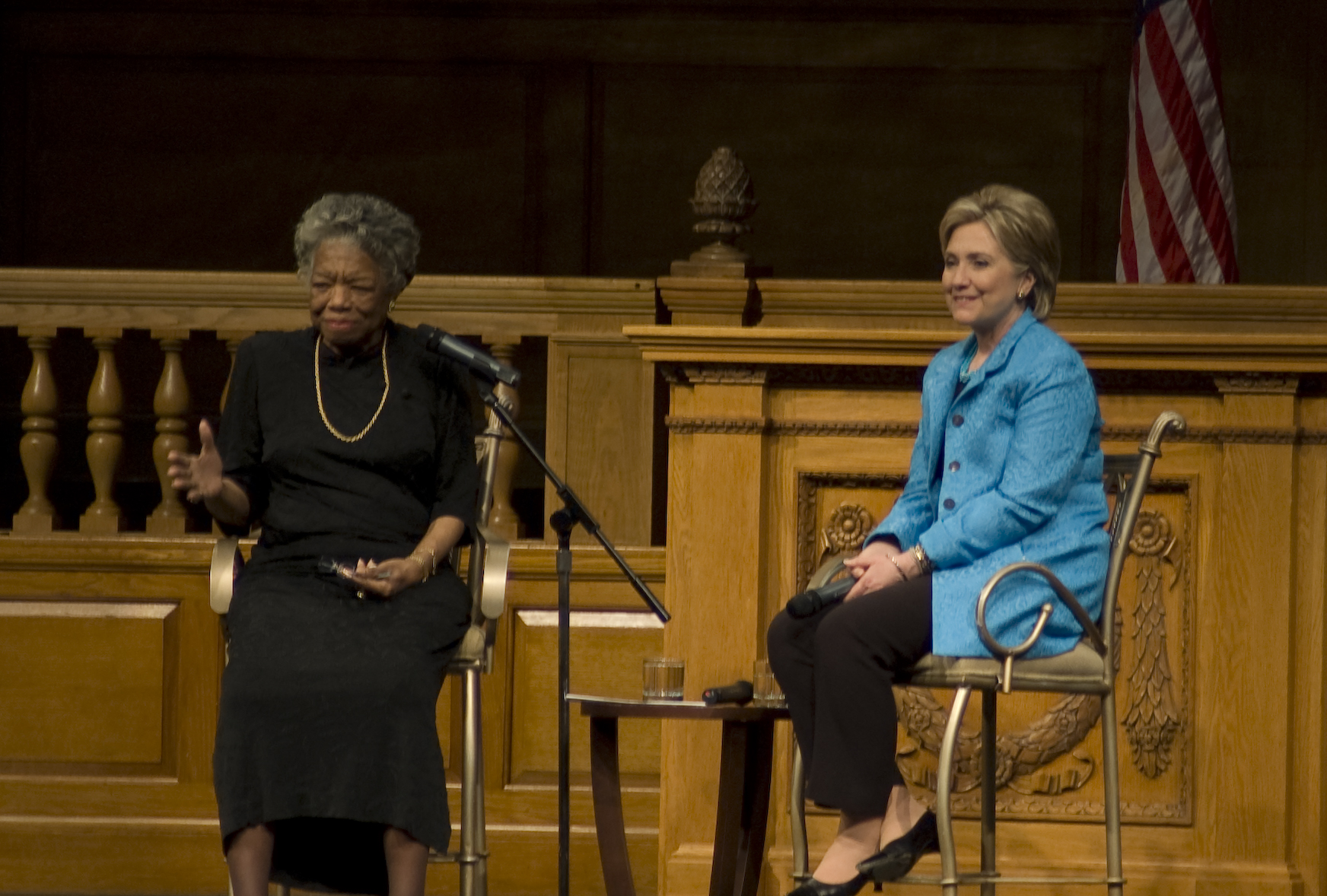
La poeta Maya Angelou hizo notorio su respaldo a la candidatura de Clinton en lugar de apoyar a la de Obama.

### Maya Angelou
La poeta, autora y actriz estadounidense Maya Angelou recitó su poema "On the Pulse of Morning" en la toma de posesión del presidente Bill Clinton en 1993, la primera poeta en hacerlo desde Robert Frost en la toma de posesión de John F. Kennedy en 1961. En enero de 2008, Angelou anunció que escribió un poema para Hillary titulado State Package for Hillary Clinton para The Observer. Sobre el tema de escribir el poema, The Guardian sostuvo que "Angelou es firme en su lealtad a Clinton. Dijo recientemente: 'Hace 15 años decidí que si alguna vez se postulaba para un cargo, estaría con ella'. "[...] Angelou dice que ha tenido muchas largas conversaciones telefónicas con [Oprah] Winfrey sobre el tema de Obama versus Clinton. 'Ella piensa que él es el mejor, y creo que mi mujer es la mejor', ha explicado. 'Oprah es una hija para mí, pero no es mi clon". El 30 de abril de 2008, Angelou hizo oficial su respaldo público a Clinton.

### Temas raciales
Las cuestiones raciales pasaron a primer plano cuando comenzó la campaña para las primarias de Carolina del Sur del 26 de enero, la primera en contar con una gran participación afroamericana en el electorado demócrata. Primero, en las etapas finales de la campaña en New Hampshire, Bill Clinton se había referido a la afirmación de Obama de que él ha sido un firme oponente de la guerra de Irak desde el principio como un "cuento de hadas", que algunos pensaron posteriormente que era una caracterización de toda la campaña de Obama. El expresidente llamó al programa de radio de Al Sharpton para aclarar personalmente que respetaba a Obama y creía en su viabilidad.

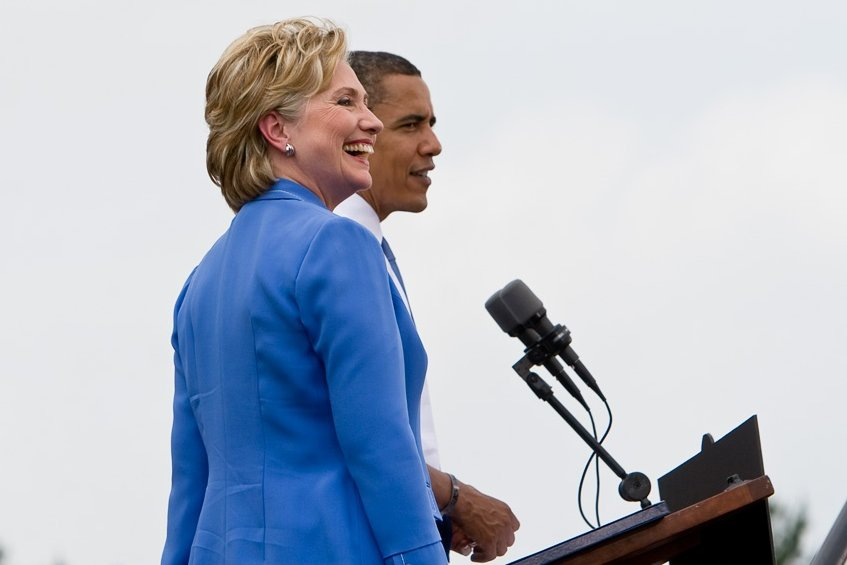
Las primarias demócratas de 2008 enfrentaron a Clinton y Obama, dos figuras de significación histórica en la política norteamericana.

Casi al mismo tiempo, Hillary Clinton habló sobre Martin Luther King, Jr. y el presidente Lyndon Johnson en una entrevista para Fox News. Ella dijo: "Me gustaría señalar el hecho de que el sueño del Dr. King comenzó a hacerse realidad cuando el presidente Johnson aprobó la Ley de Derechos Civiles de 1964, cuando pudo aprobar en el Congreso algo que el presidente Kennedy tenía la esperanza de hacer, que el presidente anterior ni siquiera lo había intentado, pero se necesitó un presidente para lograrlo. Ese sueño se hizo realidad, el poder de ese sueño se convirtió en una realidad en la vida de las personas porque teníamos un presidente que dijo que lo vamos a hacer, y de hecho lo logró". Algunos líderes afroamericanos tomaron esta declaración como una denigración de los logros de King y del Movimiento de Derechos Civiles en general. Hillary Clinton culpó a Obama de la controversia, alegando que su campaña había avivado las llamas, acusación que Obama calificó de "ridícula". Poco antes y durante el debate demócrata del 15 de enero en Nevada, Clinton y Obama declararon una tregua al respecto, y ambos hicieron declaraciones reconciliadoras sobre raza, género y sobre ellos mismos. Sin embargo, existía la preocupación de que el apoyo de Clinton entre algunos afroamericanos pudiera haber sido dañado, con Debra Dickerson de la SUNY Albany afirmando que "Los Clinton tienen que hacer algo dramático y simbólico para recuperar la confianza de muchos afroamericanos".
En parte, la tensión resultó de la coincidencia histórica de la primera mujer candidata presidencial viable y el primer candidato afroamericano viable, compitiendo entre sí en la misma carrera de nominación. Un pastor de Carolina del Sur lamentó que había estado esperando toda su vida a que ambos "primeros" sucedieran, y dijo: "Realmente odio que tuvieran que postularse al mismo tiempo en la misma elección. Simplemente hace muy estresante algo que debería ser una maravillosa situación para gente como yo. Nunca imaginé que pudiéramos tener demasiado de algo bueno". Clinton reconoció que entendía la situación: "Ojalá no tuviera que ser una elección. Creo que mucha gente que se debate entre nosotros se siente así. Pero es una contienda...". El feminismo y el movimiento pro derechos civiles tuvo una larga historia entrelazada en los Estados Unidos, a menudo trabajando concertadamente pero a veces oponiéndose; Mientras que la amarga división del siglo XIX entre Elizabeth Cady Stanton y Frederick Douglass ilustró lo último, la oposición unificada a la nominación de Clarence Thomas a la Corte Suprema ejemplificó lo primero. Después de la tensión entre Clinton y Obama sobre este asunto, un demócrata entrevistado por el Financial Times dijo: "Después de Iowa, Obama era el candidato post-racial que apeló a todas nuestras mejores naturalezas. Ahora él es un político negro y ella es una mujer. Y volvimos a la política como de costumbre ".

### Míchigan
Debido a una disputa entre partidos sobre calendarización, la primaria de Míchigan del 15 de enero perdió a sus delegados a la convención nacional, y todos los candidatos principales firmaron un compromiso de "no hacer campaña ni participar" en las primarias de Míchigan. La mayoría de los candidatos, incluidos Richardson, Edwards y Obama, interpretaron que la promesa requería la eliminación de sus nombres de la boleta electoral de Míchigan. Clinton, sin embargo, decidió mantener su nombre en la boleta electoral y sólo estuvo de acuerdo con la parte de "campaña" del compromiso. Por lo tanto, se hizo poca o ninguna campaña allí (en la votación real, Clinton no ganaría nada con el 55% de los votos contra el 40% de una lista no comprometida) y, en cambio, la atención se trasladó a los caucus de Nevada del 19 de enero.
Más tarde, ese mismo mes, Clinton anunció que quería que una delegación de Míchigan (y la de Florida, en la misma circunstancia) se sentara en la convención, diciendo: "Escucho todo el tiempo de gente en Florida y Michigan que quieren que se escuche su voz al seleccionar al nominado demócrata. Creo que nuestro nominado necesitará el apoyo entusiasta de los demócratas en estos estados para ganar las elecciones generales, por lo que les pediré a mis delegados a la Convención Demócrata que apoyen la colocación de las delegaciones de Florida y Michigan". Esto pareció contradecir su declaración anterior en la radio pública de NH, donde dijo: "Bueno, sabe, está claro que esta elección que están teniendo no va a contar para nada". La campaña de Obama respondió que estaba claro que estas contiendas no eran para delegados y que "parece que Hillary Clinton hará o dirá cualquier cosa para ganar una elección".

### Nevada
La campaña Clinton se benefició de un incremento en la recaudación de fondos después de su victoria en New Hampshire, obteniendo $6 millones en nuevos fondos. Robby Mook se desempeñó como director estatal de Clinton en Nevada.
En Nevada, Obama obtuvo el valioso respaldo del Sindicato de Trabajadores Culinarios, cuyos 60.000 miembros trabajan en los casinos y complejos turísticos de Las Vegas y otros lugares. Clinton respondió apelando al voto hispano en el estado, enfatizando que estaban en riesgo especial por las consecuencias de la crisis de las hipotecas de alto riesgo. Mientras tanto, se desató una batalla legal de prueba entre Clinton y Obama por la creación de recintos especiales generales dentro de nueve complejos turísticos de Las Vegas, que fueron aprobados en 2007 para permitir a los empleados del casino la oportunidad de participar en los caucus, ya que muchos empleados no podían salir de los casinos durante las horas de votación. Los partidarios de Clinton dijeron que ello violaba la protección igualitaria y los requisitos de 'una persona, un voto', y la Asociación de Educación del Estado de Nevada presentó una demanda para eliminar los locales de votación para el caucus de los casinos. La organización no respaldó oficialmente a Clinton, pero muchos de sus altos funcionarios lo habían hecho. Esto llevó a Obama a alegar que la demanda se presentó para perjudicar sus posibilidades en los caucus. "Algunas de las personas que establecieron las reglas aparentemente no pensaron que seríamos tan competitivos como lo estamos siendo y están tratando de cambiarlas en el último minuto", dijo.
El 17 de enero, un juez federal dictaminó que el plan de las asambleas en los casinos podría seguir adelante sin limitaciones. Esto fue visto como una victoria para Obama debido al respaldo del Sindicato de Trabajadores Culinarios.
Para complicar aún más las cosas, las principales organizaciones de noticias y encuestas decidieron no realizar ninguna encuesta antes de los caucus de Nevada, por temor a la novedad del caucus, la naturaleza pasajera de la población de Nevada y más repercusiones de la mala experiencia de las encuestadoras en New Hampshire. En una de las pocas encuestas que se realizaron, Las Vegas Review-Journal informó que Clinton estaba adelante por 9 puntos.
Clinton terminó primera en los caucus del 19 de enero, ganando el 51% de los delegados a la convención estatal en comparación con el 45% de Obama. Después de los caucus, hubo una disputa sobre qué candidato enviaría más delegados a la convención nacional. Parecía que Obama ganó 13 frente a los 12 de Clinton, porque la distribución de delegados se basaba en los totales de los condados. Los delegados a la convención nacional se determinarían oficialmente en la convención estatal del 19 de abril, y el Partido Demócrata de Nevada dijo que no era necesariamente cierto que las preferencias de los delegados estatales seguirían siendo las mismas en aquel momento. El 23 de enero, la campaña de Obama presentó una carta oficial de queja ante el Partido Demócrata de Nevada acusando a la campaña de Clinton de muchas violaciones de las reglas del partido durante las asambleas, basándose en 1.600 quejas que habían recibido. El bando de Clinton dijo que la operación de Obama estaba "dando manotazos de ahogado" y que ellos tenían sus propias quejas sobre las acciones de la campaña de Obama durante las asambleas.

### Carolina del Sur
Las cuestiones raciales, que ya habían pasado a un primer plano, tuvieron más reflectores cuando comenzó la campaña para las primarias en Carolina del Sur del 26 de enero, la primera en presentar una gran participación afroamericana en el electorado demócrata. Según CNN, el debate del 22 de enero en Myrtle Beach, organizado por CNN y la Asamblea Negra del Congreso, fue un "debate marcado por agudos intercambios". Clinton criticó a Obama por votar "presente" en muchas ocasiones mientras estuvo en el Senado de Illinois. "Es difícil tener un debate directo contigo porque nunca asumes la responsabilidad de ningún voto", le dijo. Obama dijo que él estuvo trabajando para ayudar a los trabajadores desempleados en Chicago, mientras Clinton era "una abogada corporativa sentada en el directorio de Wal-Mart". También se mostró en desacuerdo con las declaraciones hechas durante la campaña electoral por Bill Clinton, diciendo: "A veces no sé contra quién estoy postulando". Fue el debate de la temporada de primarias más visto en la historia de las noticias de la televisión por cable. En los días posteriores al debate, Hillary Clinton se fue a hacer campaña en algunos estados del Super Martes, mientras que Bill Clinton se quedó en Carolina del Sur y participó en una serie de intercambios con Obama. La decisión de Clinton de abandonar el estado fue objeto de críticas. Los asistentes de Hillary respondieron afirmando que las críticas dirigidas a Clinton fueron creadas para "socavar al ex presidente". Edwards se mantuvo alejado de la pelea en el debate y luego dijo que representaba el "ala madura" del partido.

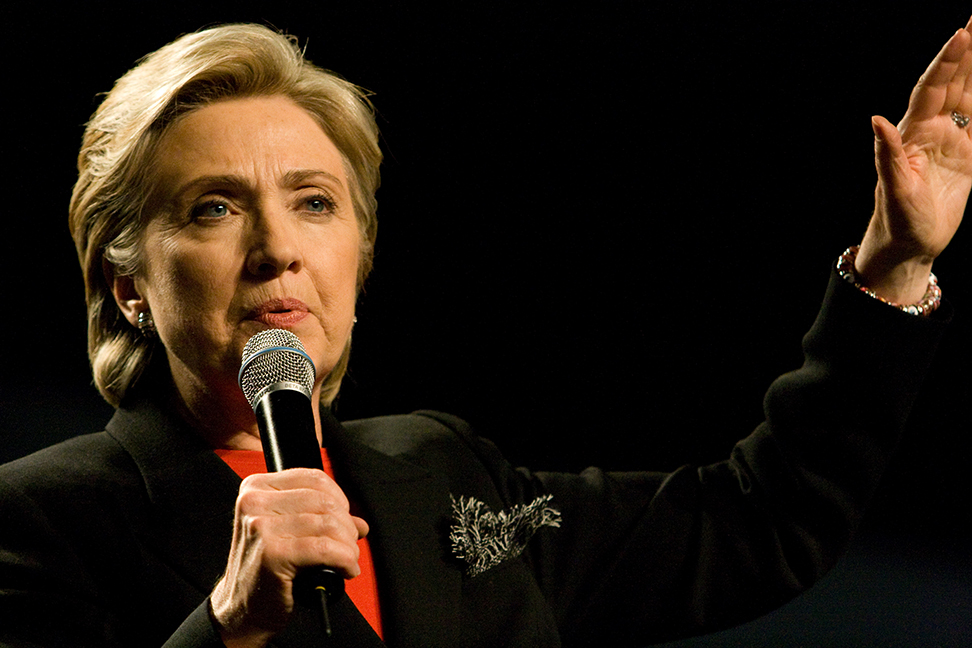
Luego de la derrota en Carolina del Sur, Clinton se dirigió a Georgia a seguir haciendo campaña para los estados restantes en la competencia.

Bill Clinton generó controversia por su participación en la campaña de su esposa luego de una serie de ataques de su parte contra Obama, que muchos ex simpatizantes de Clinton consideraron injustos. Si bien algunos sintieron que los ataques contra Obama eventualmente podrían dar sus frutos, otros sintieron que dañarían las perspectivas presidenciales de Hillary Clinton y alienarían a los votantes demócratas en las elecciones generales si ella ganaba la nominación. También preocupaba que el expresidente estuviera eclipsando a la candidata en la campaña electoral. Según CBS, "Al inyectarse a sí mismo en la campaña de las primarias demócratas con una serie de declaraciones incendiarias y negativas, Bill Clinton pudo haber ayudado a las esperanzas presidenciales de su esposa a largo plazo, pero a costa de su reputación con un grupo de votantes que ha sido por mucho tiempo una de sus bases más sólidas de respaldo político". Algunos críticos acusaron a Clinton de "usar la carta racial" contra Barack Obama.
El 26 de enero, Obama ganó por un margen de más de dos a uno sobre Clinton, obteniendo el 55% de los votos contra el 27% de ella y el 18% de Edwards. Bill Clinton había comparado la victoria de Obama con la victoria de Jesse Jackson en las primarias de Carolina del Sur de 1988, en la que dijo que "Jackson hizo una buena campaña. Y Obama hizo una buena campaña aquí". Él sería criticado por estos comentarios porque se consideraba que implicaban que Obama era "el candidato negro". Hillary Clinton se disculparía más tarde por los comentarios de su esposo frente a la conferencia del Estado de la Unión Negra. Clinton ya había dejado el estado y pronunció su discurso de aceptación de la derrota de la primaria en la Universidad Estatal de Tennessee, donde dijo que esperaba con ansias los comicios del Super Martes el 5 de febrero.

### Respaldos de la familia Kennedy
A finales de 2007, Robert F. Kennedy Jr. y sus hermanas Kathleen Kennedy Townsend y Kerry Kennedy (hijos del difunto senador y fiscal general de los Estados Unidos, Robert F. Kennedy) anunciaron que apoyarían a Hillary Clinton.

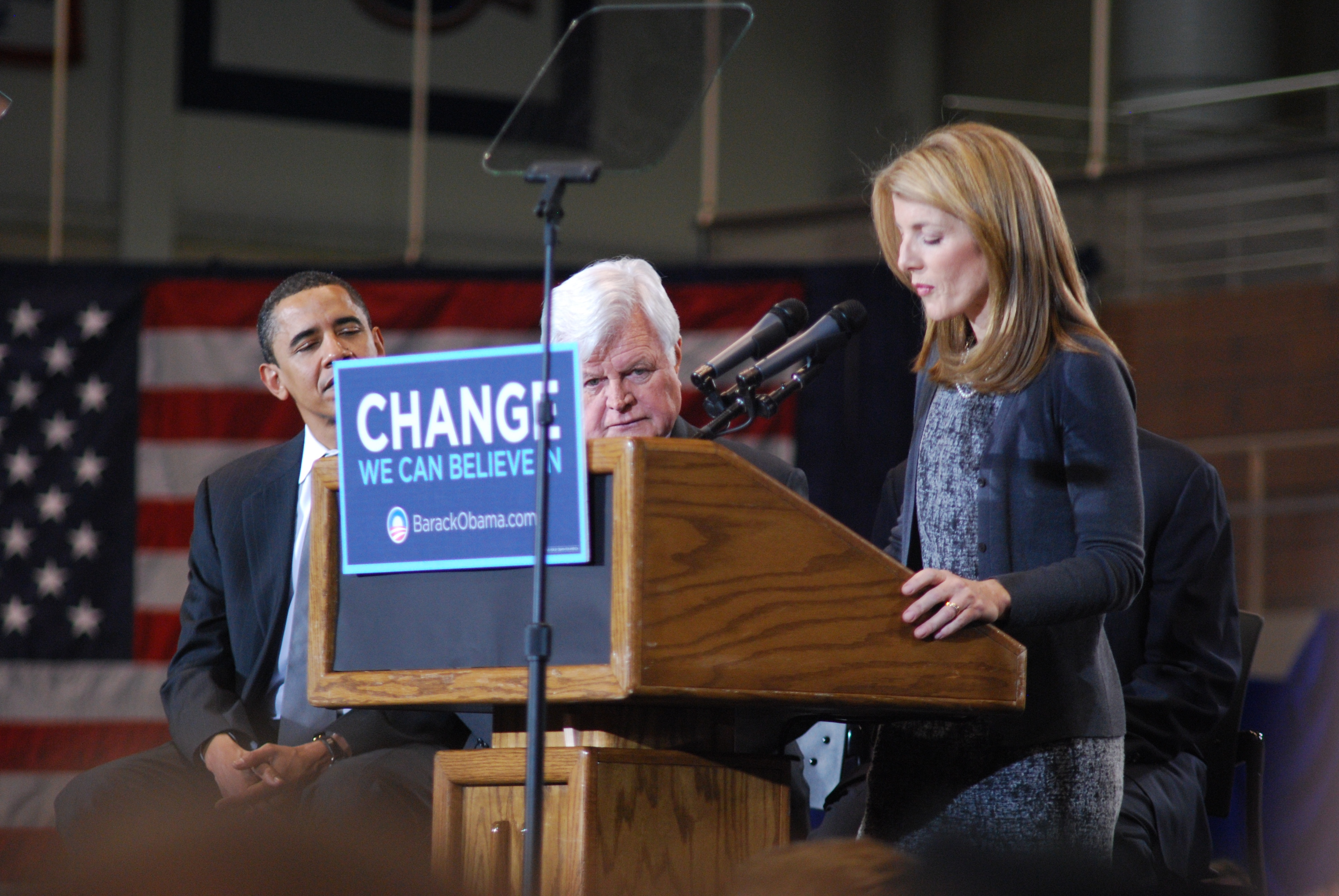
El respaldo de Caroline y Ted Kennedy a Barack Obama supuso un duro revés para la campaña Clinton.

El 27 de enero de 2008, su prima Caroline Kennedy (hija del presidente John F. Kennedy) anunció en un artículo de opinión del New York Times titulado "Un presidente como mi padre", que respaldaría a Barack Obama en las elecciones presidenciales estadounidenses de 2008. El mismo día, su tío, el senador Ted Kennedy, anunció que respaldaría a Obama a pesar de los llamados de los Clinton para que no lo hiciera. El respaldo del senador Kennedy fue considerado uno de los más influyentes que cualquier demócrata podría obtener. En particular, planteó la posibilidad de mejorar la obtención de votos de Obama entre los sindicatos, los hispanos y los demócratas tradicionales de base. Más tarde fue seguido por un anuncio de que su hijo, el congresista Patrick Kennedy del primer distrito de Rhode Island, también respaldaría a Obama. Obama también fue respaldado posteriormente por la viuda de Robert F. Kennedy, Ethel Kennedy, y dos de sus hijos, Max Kennedy y Rory Kennedy.
En respuesta a estos apoyos, Robert, Kathleen y Kerry escribieron en un editorial del 29 de enero de 2008: "Es posible que ya hayan leído u oído que nuestra prima, Caroline Kennedy, y nuestro tío, el senador Edward M. Kennedy, han salido en favor del senador Barack Obama. Nosotros, sin embargo, apoyamos a la senadora Hillary Rodham Clinton porque creemos que es la candidata más fuerte para nuestro partido y nuestro país". El gobernador de California, Arnold Schwarzenegger, miembro de la familia Kennedy a través de su matrimonio con Maria Shriver, partidaria de Obama, comentó: "Lo sorprendente es que creo que por primera vez, la familia no está alineada [...] tres de ellos han respaldado a Barack Obama y tres de ellos han respaldado a Hillary Clinton. Creo que esa es la historia interesante aquí". El hermano de Shriver, Anthony Shriver, también apoyó a Clinton.

### Impacto de Bill Clinton

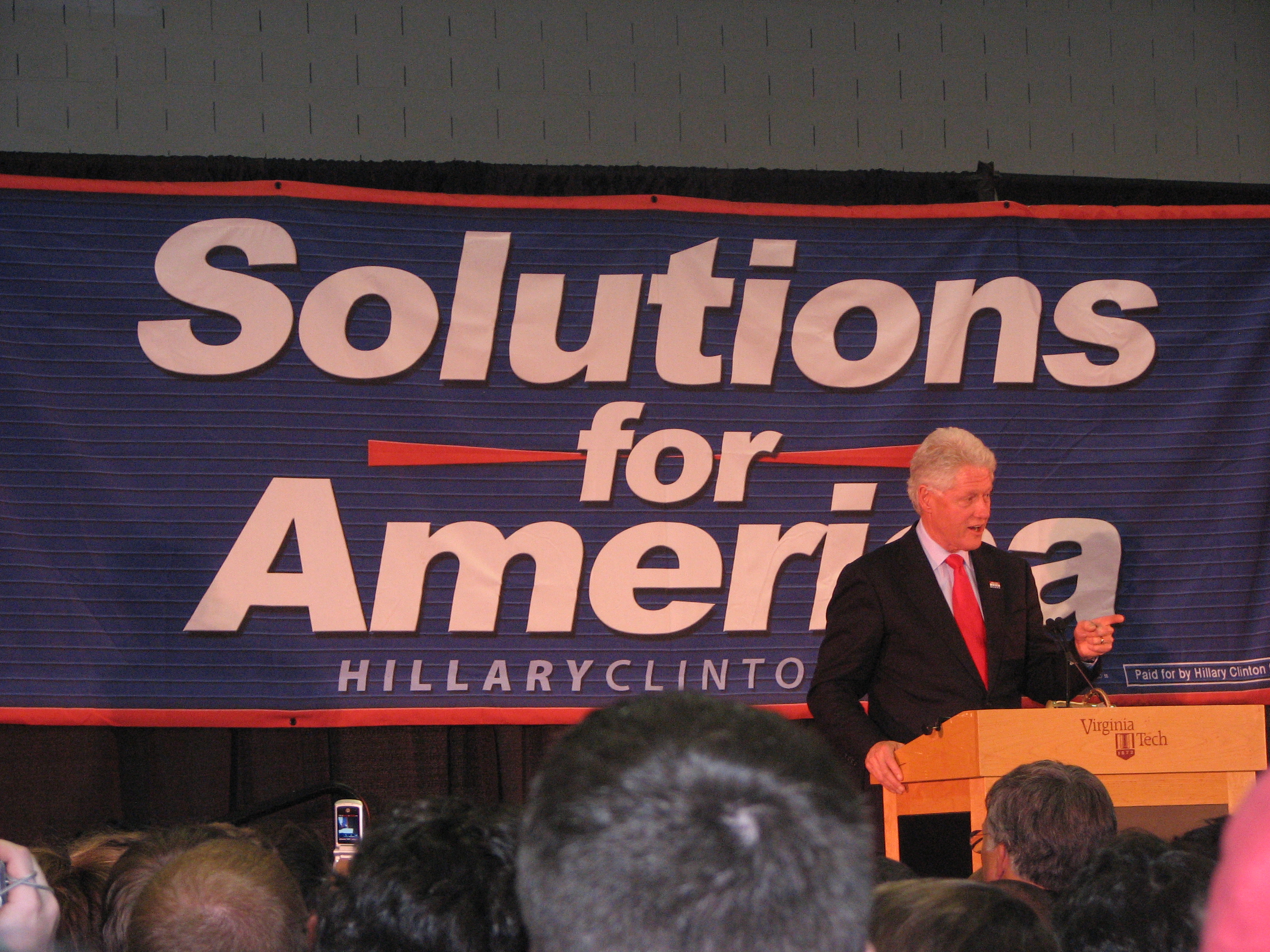
Bill Clinton haciendo campaña por Hillary Clinton en Virginia Tech. 9 de febrero de 2008.

Luego de Carolina del Sur, la campaña de Clinton buscó encontrar un papel "más amable" para Bill Clinton, cuyas acciones antes y durante la campaña en Carolina del Sur eran sospechosas de haber polarizado al electorado demócrata y perjudicado la posición de Hillary Clinton entre las mujeres, además de haber contribuido a la decisión de Ted Kennedy de respaldar a Obama. El congresista Charles Rangel, un abierto partidario de Hillary Clinton, dijo de Bill Clinton: "Tiene que [retirarse]. El enfoque debe volver a Hillary. Por todo lo que le importa su esposa, esta debe ser una elección que gane ella, y se ha convertido demasiado sobre el papel de él". Dos días después de Carolina del Sur, Candy Crowley de CNN informó que había "una gran ola" de opinión dentro y fuera de la campaña Clinton de que el expresidente "necesitaba parar".
Posteriormente, Bill Clinton mantuvo un perfil más bajo en la campaña, apoyándose en temas estándar y rara vez mencionando a Obama por su nombre, o si lo hizo, lo elogió: "No estoy en contra de nadie. Estoy a favor de Hillary... Si no están de acuerdo, tienen otra opción muy atractiva". Bill Clinton dijo que, en retrospectiva, "Todo lo que he dicho ha sido fácticamente exacto, pero creo que el error que cometí fue pensar que yo era un cónyuge como cualquier otro cónyuge que pudiera defender a su candidato. Creo que puedo promover a Hillary pero no defenderla porque fui presidente".
A fines de febrero, con Hillary Clinton muy a la zaga de Obama, un asesor principal anónimo de su campaña dijo que, en retrospectiva, no había sido prudente usar a Bill Clinton tanto como lo hicieron, ya que "su presencia, aura y legado causaron fatiga nacional con los Clinton".

### Florida
La Primaria de Florida del 29 de enero, como la anterior de Míchigan, había sido despojada de sus delegados debido a que adelantó su fecha muy temprano en la temporada de primarias. Los candidatos demócratas acordaron no hacer campaña en el estado, aunque a diferencia de Míchigan, todos estaban en la boleta allí. Varios días antes de las primarias, Clinton anunció que creía que los delegados de Florida deberían sentarse en la convención nacional.
A pesar de que aparentemente no hay delegados en juego, más de 1,5 millones de demócratas votaron en las primarias. Clinton ganó con el 50% de los votos, en comparación con el 33% de Obama y el 14% de Edwards. Clinton estuvo en Florida esa noche y pronunció un breve discurso de victoria, diciendo: "Saben, no pude venir aquí antes para pedir sus votos en persona. Pero estoy aquí para agradecerles por sus votos de hoy. Esta ha sido una participación récord porque los floridanos querían que se escucharan su voces sobre los grandes problemas que afectan a nuestro país y al mundo".

### Super Martes

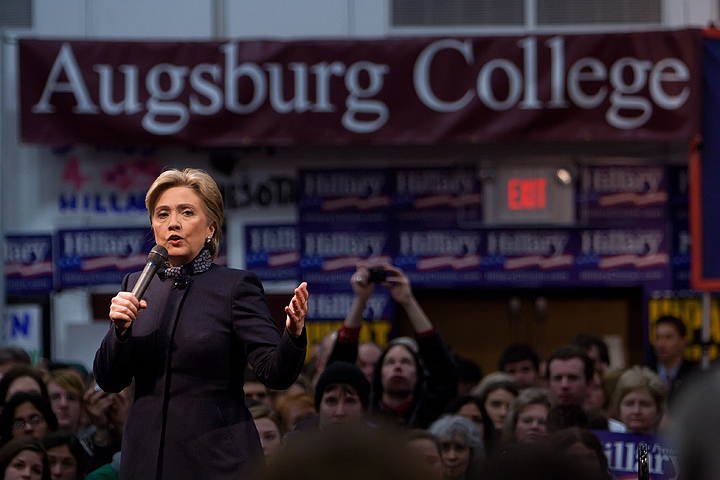
Clinton haciendo campaña en el Augsburg College de Minneapolis, Minnesota, dos días antes de los comicios en los 22 estados.

El Super Martes tuvo lugar el 5 de febrero de 2008, con veintidós estados celebrando asambleas electorales demócratas o elecciones primarias en esta fecha. Fue precedido por dos eventos para Clinton. El primero fue un debate celebrado en el Teatro Kodak de Los Ángeles el 31 de enero, que se destacó por su tono civil. El segundo fue Voces de Hillary por Norteamérica: Un Foro Nacional que se transmitió en Hallmark Channel a las 9 p. m. el 4 de febrero. Durante este tiempo, Clinton también anunció que había prestado a su campaña $ 5 millones. Sobre este préstamo, Clinton comentó: "Lo presté porque creo firmemente en esta campaña. Tuvimos un gran mes de recaudación de fondos en enero, batimos todos los récords. Pero mi oponente pudo recaudar más dinero".
Hubo una serie de aspectos en juego durante el Súper Martes, sin un ganador claro asegurado en la carrera. Un factor crítico fue la primaria de California, que fue considerada el "premio más grande en las elecciones del Súper Martes: el estado entrega 370 delegados para los candidatos demócratas". En los comicios de California, Clinton había obtenido tres importantes respaldos: la congresista Maxine Waters, el alcalde de Los Ángeles Antonio Villaraigosa y el alcalde de San Francisco Gavin Newsom.
Clinton ganó nueve estados el Súper Martes, incluyendo importantes territorios ricos en delegados: las Primarias de California, 52% a 42%, con 204 delegados para Clinton y 160 para Obama; las Primarias de Nueva York, 57% a 40% con 139 delegados para Clinton y 93 para Obama; las Primarias de Nueva Jersey, 54% a 44%, con 59 delegados para Clinton y 48 para Obama; las Primarias de Arizona, 51% a 42%, con 31 delegados para Clinton y 25 para Obama; las Primarias de Arkansas, 70% a 20%, con 27 delegados para Clinton y 8 para Obama; las Primarias de Oklahoma, 61% a 37%, de las cuales Clinton ganó 24 delegados y Obama 14; y las primarias de Tennessee, 54% a 41%, de las cuales Clinton ganó 40 delegados y Obama 28. También ganó las primarias de Massachusetts con 56% frente al 41%, de las cuales Clinton ganó 55 delegados y Obama 38. Las primarias de Massachusetts fueron descritas por The Guardian como un "triunfo simbólico importante" para Clinton. Nuevo México tuvo que posponer la declaración de un ganador para poder realizar un recuento. Clinton fue proclamada como la ganadora de Nuevo México el 14 de febrero.
Obama ganó las primarias en Alabama, Connecticut, Delaware, Illinois, Misuri y Utah. También ganó todos los estados que celebraron asambleas: Alaska, Colorado, Idaho, Kansas, Minnesota y Dakota del Norte. Una de las razones de esto fue la ventaja de recaudación de fondos de su campaña, que le permitió conseguir las costosas operaciones terrestres cruciales para el éxito en los caucus. Según estimaciones de CBS News, Obama ganó 803 delegados comprometidos el Súper Martes y Clinton ganó 799.
Pocos días después del Súper Martes, Clinton recaudó $ 10 millones de 100,000 donantes.

### Luisiana, Nebraska, Washington, y Maine
Clinton compitió en Washington, con publicidad y apariciones personales, así como en Maine, con Bill Clinton yendo a Luisiana. En Washington, que tenía la mayor cantidad de delegados en juego, Clinton contó con el respaldo de las senadoras Patty Murray y Maria Cantwell, pero perdió al gobernador Chris Gregoire ante Obama. Nebraska recibió la visita de su hija Chelsea Clinton, quien habló con estudiantes de la Universidad de Creighton.
El 9 de febrero, Clinton perdió las primarias de Luisiana (57% a 36%), los caucus de Nebraska (68% a 32%) y los caucus de Washington (68% a 31%). En los tres estados, Obama ganó 84 delegados frente a los 45 de Clinton. El 10 de febrero, Clinton perdió el caucus de Maine (59% a 40%). Obama ganó 15 delegados frente a los 9 de Clinton.

### Las primarias del Potomac
Las "primarias del Potomac", con votos emitidos en Maryland, Virginia y el Distrito de Columbia, se llevaron a cabo el 12 de febrero.
Clinton hizo apariciones personales en el Distrito de Columbia, Maryland y Virginia. Obama pudo comenzar su publicidad televisiva en los estados antes que Clinton, debido a su ventaja en financiamiento de campaña. Clinton perdió la primaria de DC 75% a 24%, la primaria de Maryland 61% a 36% y la primaria de Virginia 64% a 35%.
La propia Clinton respondió a la derrota diciendo: "Creo que todos sabían que él era el favorito allí. Mi esposo perdió Maryland cuando se postulaba en las primarias. Seguimos adelante. Estamos listos para los comicios que se avecinan. Hay cientos de delegados que estarán en juego el 4 de marzo. Estamos bien organizados y bien posicionados". Con respecto a la respuesta a la victoria de Obama, CNN argumentó que "por segunda noche consecutiva de elecciones, Hillary Clinton no reconoció ni felicitó a Barack Obama después de que ganó la jornada de manera dominante". Sin embargo, CBS citó a Clinton diciendo a los periodistas: 'Quiero felicitar al senador Obama por sus recientes victorias y decirle que se me encuentre en Texas, estamos listos".
El 14 de febrero, una encuesta nacional de Ipsos-Public Affairs colocó a Clinton en 46% y a Obama en 41%. Las encuestas nacionales de Rasmussen y Gallup se publicaron el mismo día. Rasmussen mostró a Obama por delante 49-37, y Gallup tuvo la carrera prácticamente empatada, con Obama manteniendo una ventaja de un punto. El mismo día, Obama superó a Clinton en la encuesta nacional agregada general de Pollster.com por primera vez durante la campaña. NBC News señaló que incluso si Florida y Míchigan fuesen incluidas en el conteo, Obama lideraba el voto popular total después de las primarias del Potomac.

### Rol de los superdelegados
Después de las primarias del Potomac, se discutió ampliamente el papel potencial de los superdelegados en la decisión de la nominación demócrata. En particular, la posibilidad de que un candidato obtenga más delegados comprometidos en las primarias y los caucus, pero pierda la nominación frente al otro debido a las decisiones de los superdelegados, hizo que algunos líderes demócratas se sintieran incómodos. El bando de Clinton, rezagado en delegados comprometidos, abogó porque los superdelegados ejerzan su propio juicio al decidir a qué candidato respaldar; La miembro de la campaña Clinton, Geraldine Ferraro, defendió esta opción, afirmando: "Los superdelegados fueron creados para liderar, no para seguir". El bando de Obama, por delante en delegados comprometidos, abogó porque los superdelegados sigan la voluntad de los votantes y respalden al candidato que tenga más delegados comprometidos. Algunos líderes del partido, como la presidenta de la Cámara de Representantes de Estados Unidos, Nancy Pelosi, abogaron por esta última interpretación, mientras que otros, como el presidente del Comité Nacional Demócrata, Howard Dean, defendieron la primera interpretación.
Los superdelegados afroamericanos que se habían comprometido previamente con Clinton se vieron presionados para cambiar y apoyar la histórica candidatura de Obama. El congresista Jesse Jackson Jr. sugirió que quienes se quedaran con Clinton podrían enfrentar retadores en futuras primarias demócratas. El portal MoveOn.org inició una petición en Internet para instar a los superdelegados a "dejar que los votantes decidan entre Clinton y Obama, y luego apoyar la elección del pueblo".
Se consideraba que Clinton tenía una ventaja institucional a la hora de acumular superdelegados en virtud de sus quince años de prominencia nacional en política partidaria. Sin embargo, Obama había gastado mucho más que Clinton en contribuciones anteriores a los superdelegados a través de sus comités de acción política.
Si Clinton realmente podría prevalecer o no con la ayuda de superdelegados designados por el partido también fue una cuestión cada vez más debatida, ya que Obama ganó 47 nuevos superdelegados entre el Súper Martes y mediados de marzo, mientras que Clinton perdió 7.

### Divulgación de declaración de impuestos
El 4 de abril, los Clinton publicaron sus declaraciones de impuestos de los últimos ocho años. El total de ingresos reportados para ese período fue de $109 millones, la mayoría de los cuales provino de los libros, conferencias y otras empresas de Bill Clinton. Los Clinton pagaron $34 millones en impuestos federales durante el período.

### Kentucky y Oregón
Obama continuó aumentando su liderazgo en superdelegados en la semana anterior a las primarias del 20 de mayo en Kentucky y Oregón, y el excandidato demócrata John Edwards respaldó a Obama el 14 de mayo.
El 20 de mayo, Clinton ganó las primarias de Kentucky por un margen de 35 puntos, mientras que perdió las primarias de Oregón por 18 puntos. Con los resultados, Obama ganó la mayoría de todos los delegados comprometidos a la convención.
Con Obama acercándose a la victoria en el proceso de nominación, Clinton siguió evitando atacarlo. Las campañas aún no habían comenzado a discutir lo que Clinton podría querer en cualquier negociación de aceptación de derrota. Bill Clinton comenzó a presionar fuertemente para que Obama tomara a Hillary Clinton como su compañera de fórmula a la vicepresidencia.

### Puerto Rico, Dakota del Sur y Montana
Las últimas tres primarias tuvieron lugar a principios de junio. La campaña de Clinton sabía que el final estaba cerca, pero disfrutó del tiempo dedicado a los eventos en Puerto Rico, y Clinton habló de la virtud de "terminar el trabajo".
El 1 de junio, Clinton ganó las primarias de Puerto Rico por más de un margen de 2 a 1. Más tarde, el 3 de junio, Clinton ganó las primarias de Dakota del Sur y Obama ganó las primarias de Montana. Esta fue la última primaria de la temporada.

## Final de campaña
El 7 de junio de 2008, en un discurso ante sus partidarios reunidos en el Museo Nacional de la Construcción en Washington D. C., Clinton anunció oficialmente que suspendería su campaña y respaldaba plenamente a Barack Obama. Clinton dijo:

La forma de continuar nuestra lucha ahora, para lograr los objetivos que defendemos, es tomar nuestra energía, nuestra pasión, nuestra fuerza y hacer todo lo posible para ayudar a elegir a Barack Obama como el próximo presidente de los Estados Unidos. Hoy, al suspender mi campaña, lo felicito por la victoria que ha obtenido y la extraordinaria campaña que ha hecho. Lo respaldo y pongo todo mi apoyo detrás de él. Y les pido a todos que se unan a mí para trabajar tan duro por Barack Obama como lo han hecho por mí.

Clinton también adoptó el lema característico de Obama, "Sí podemos", en su discurso de aceptación de derrota.

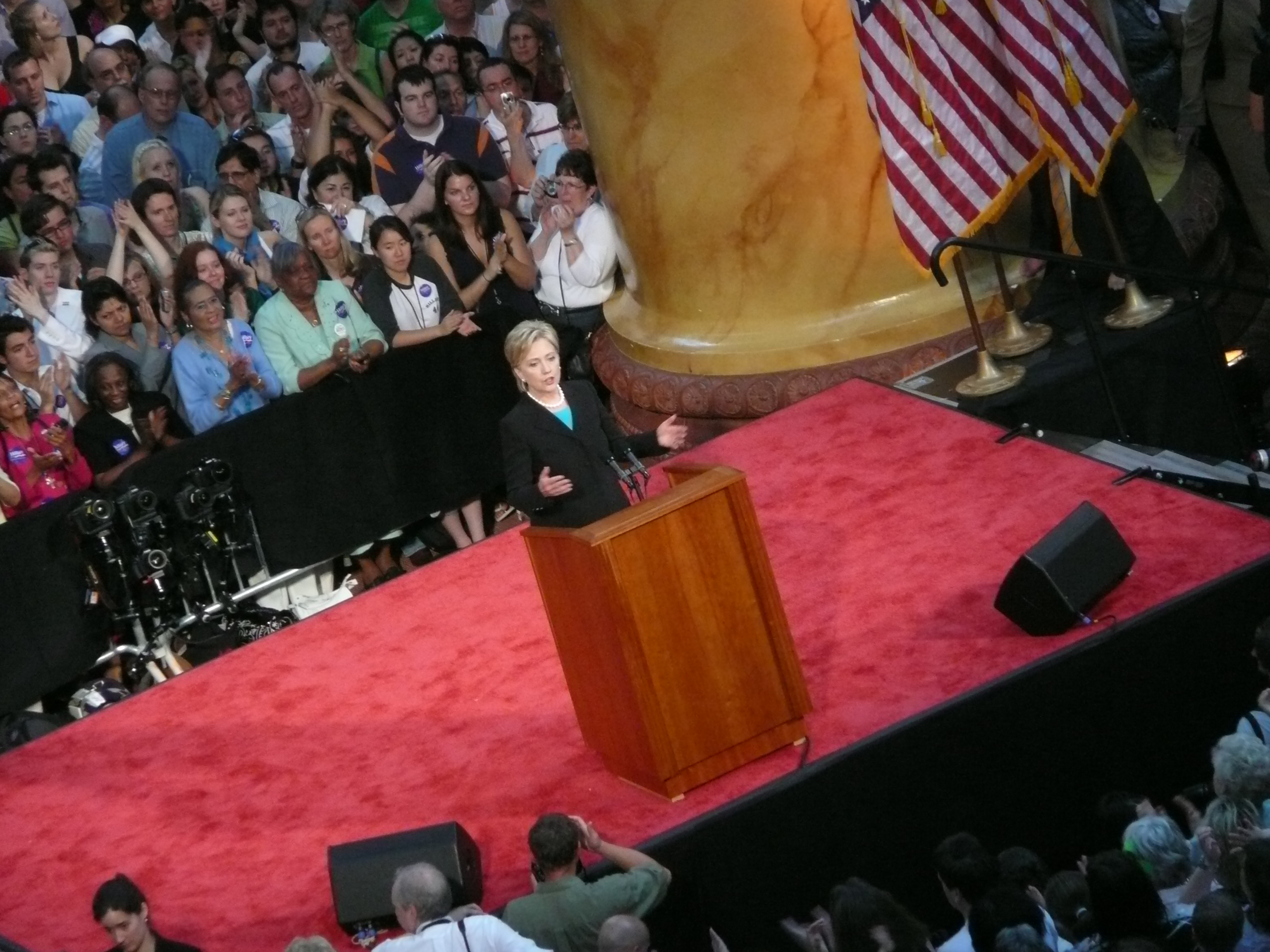
Clinton en su discurso de fin de campaña, reconociendo la derrota y pidiendo el voto para su ex rival, Barack Obama.

Obama respondió al discurso en varios eventos. Poco después de que ella lo pronunciara, Obama declaró que estaba "emocionado y honrado" de ser respaldado por Clinton. En Carolina del Norte, el 9 de junio de 2008, Obama comenzó su discurso elogiando a Clinton. Él afirmó:

Antes de comenzar, solo quiero tomarme un minuto para agradecer a la senadora Clinton por el amable y generoso apoyo que ofreció el sábado [...] Emprendió una carrera histórica, una campaña histórica que rompió barreras en nombre de mis hijas y mujeres en todas partes que saben ahora que no hay límites para sus sueños. Es más, inspiró a millones de mujeres y hombres con su fuerza, su coraje y su compromiso inquebrantable con las causas que nos trajeron aquí hoy: las esperanzas y aspiraciones de los trabajadores estadounidenses. Nuestro partido y nuestro país son más fuertes gracias al trabajo que Hillary Rodham Clinton ha realizado a lo largo de su vida, y espero trabajar con ella... para asegurarnos de que expongamos nuestra causa a favor del cambio y establezcamos un nuevo rumbo para este país.

Obama también agradeció a Clinton en su sitio web y pidió a sus seguidores que lo hicieran también a través de una página especial designada para esa tarea. Además, en un mitin en Míchigan el 16 de junio, Obama defendió a Clinton cuando algunos miembros de la audiencia la interrumpían, afirmando que "ella es digna de nuestro respeto, es digna de nuestro honor".
El libro de 2014 HRC: State Secrets and the Rebirth of Hillary Clinton dice que, a medida que la campaña iba terminando, un puñado de empleados tuvo la tarea de compilar una lista de demócratas en función de su lealtad o deslealtad percibida durante la campaña.

## Selección vicepresidencial y Convención

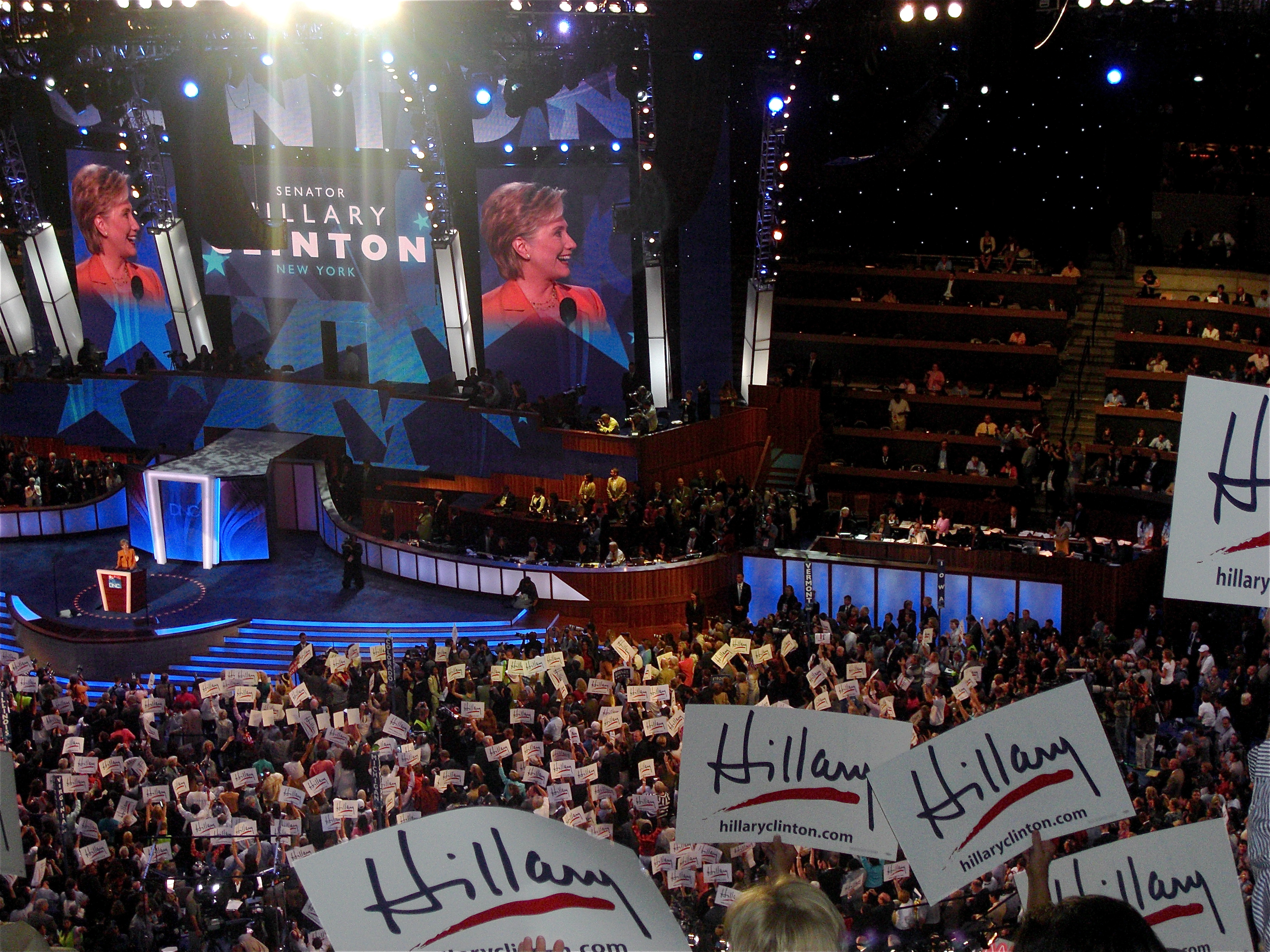
Clinton habla durante la segunda noche de la Convención Nacional Demócrata de 2008 en Denver, Colorado, mientras los delegados y los miembros de la audiencia sostienen carteles que dicen "Hillary".

Después de admitir la derrota ante Obama, especuladores y dirigentes del partido mencionaron exhaustivamente el nombre de Clinton como posible compañera de fórmula para el senador de Illinois; la potencial fórmula fue apodada como "el Dream Team", "la Fórmula Soñada" y "la Fórmula de la Unidad" en algunos sectores. Sin embargo, Obama nunca la consideró seriamente ni fue examinada para el puesto.
En última instancia, Obama eligió al senador de Delaware, Joe Biden, por sobre Clinton y otros candidatos sobre los que se rumoreaban, incluido el representante de Texas Chet Edwards, la gobernadora de Kansas Kathleen Sebelius, el senador de Indiana Evan Bayh (uno de los primeros y prominentes partidarios de Clinton) y el gobernador de Virginia Tim Kaine; el anuncio fue difundido por CNN después de la medianoche (hora del este de Estados Unidos) del 22 de agosto.
Durante la Convención Nacional Demócrata, Clinton liberó a sus delegados y los instó a votar por Barack Obama. El 27 de agosto de 2008, hizo una moción para que el senador Obama fuera nominado oficialmente por aclamación.